# 蒼き流星SPTレイズナー
『蒼き流星SPTレイズナー』（あおきりゅうせい エスピーティー レイズナー）は、1985年（昭和60年）10月3日から1986年（昭和61年）6月26日まで日本テレビほかで木曜 17:30 - 18:00に全38話が放送された、日本サンライズ製作のSFアニメ（ロボットアニメ）である。
放送は当初の予定を果たせず打ち切りとなったが、完結編は1986年10月21日にOVAで『刻印2000』のタイトルで発売された。

## 概要
多くのロボットアニメを手がけてきた高橋良輔にとって、仕事の一区切りがついた作品である。そのため、締めくくりとして同ジャンルの原点というべき『鉄腕アトム』の要素である意思と人格のあるロボットの登場が試みられている。とはいえ高橋のリアルな作風に合わせ、最初から主人公の相棒となるロボットが出てくることは避けられており、序盤では主人公「エイジ」の乗るロボット「レイズナー」に搭載されたコンピュータ「レイ」は機械的な応答しかしない。
中盤でレイの背後に潜んでいたシステム「フォロン」が現れ、人命よりも使命を優先させる非情さを露にしたとき、それに怒ったエイジはフォロンと対峙する。最終的にエイジに説き伏せられたフォロンはレイズナーのすべてをエイジに委ねることを決めて退き、再び表に出てきたレイがエイジの指令に軽快に応える。こうした過程を経て、エイジの相棒としてのレイの存在が確立するようになっている。
時代設定は1996年と放送当時からそう遠くない未来が舞台となっており、現実世界の当時に続いていたアメリカ対ソ連の冷戦は宇宙規模にまで拡大している。
ストーリーは2部構成となっており、火星でのエイジらと敵異星人・グラドスの初接触からグラドス軍による本格的な地球侵略までを第1部とし、第2部ではそれから3年後のグラドスの支配下に置かれた荒廃した地球が舞台となっている。

## ストーリー

### 第一部
1996年、人類は地球を飛び出し火星へ進出したが、アメリカとソ連の冷戦は火星へも拡大していた。同年10月3日、国連主催のコズミック・カルチャー・クラブ（宇宙体験教室）に選ばれた16名の少年少女達と引率のエリザベス・クレブリーは、火星に到着して間もなく突如現れた四機の人型機動兵器（SPT）のうち三機の攻撃に晒される。窮地に陥った彼らを救ったのは、青いSPTレイズナーに搭乗する少年アルバトロ・ナル・エイジ・アスカだった。彼は自分は地球人とグラドス人の混血で、グラドス星の軍事侵攻で地球が狙われていることを警告に来たのだった。生き延びたエリザベスと5人の生徒達は当初は彼に猜疑心や敵意を抱いたが、グラドスの執拗な追撃から逃亡する中で融和していき、彼を「エイジ」と名前で呼ぶようになっていった。そして彼らはエイジのシャトルで火星を脱出し、地球へ帰還するための苦難の道へ旅立った。
地球に帰還はしたがエイジは拘束され、エリザベスと生徒達5人は取り調べのため留め置かれる。その間にグラドス軍の軍勢は地球に接近し、ついに攻撃を開始した。地球も総力戦で反撃したが、ことごとく撃退される。窮地に陥った地球は残された最後の希望としてエイジ達を解放し、米ソの戦闘機に護衛されながらシャトルで宇宙へ飛び立った。シャトルの中でエイジ達は改めて決死の覚悟であることを確認し合う。出撃したレイズナーはV-MAXを発動し蒼い流星となって、グラドス軍の旗艦めざして軍勢の中を翔け抜けていった。

### 第二部
それから3年後の1999年、地球はグラドス軍に占領支配され自然や都市は荒廃し、地球独自の文化は迫害を受けていた。かつての5人の少年少女たちは、グラドスの協力者になった者とレジスタンス側に別れて戦いを続けていたが、そこへ死んだと思われていたエイジがレイズナーとともに帰ってくる。

## 登場人物

### 主人公と仲間たち
本作品の中心となる人物達で、グラドス人と地球人の混血であるエイジと、グラドスによる国連火星基地攻撃で生き延びて、彼に助けられた地球の少年少女達などから構成される。
そして地球人の少年少女達は、当初は異星人ということでの対立もあったものの、グラドスからの逃避行の中で、次第にエイジに絶対的な信頼を寄せていき、やがて第二部で敵味方に分かれても、エイジとは切っても切れない強い絆で結ばれていく。
アルバトロ・ナル・エイジ・アスカ
声 - 井上和彦
生年月日：1980年5月24日 血液型：A型 身長：182センチメートル 体重：70キログラム 好きな食べ物：シチュー 好きな色：青
本作の主人公。アポロ計画以前のアポロX-0計画により月で遭難し、グラドス人の調査隊に救助された地球人宇宙飛行士である父ケン・アスカと、グラドス人である母アルバトロ・ミル・アイラ・アスカとの間に生まれた混血児。グラドスによって地球が狙われていることを知らせるため、グラドスの艦隊に密航して、父が造り上げたSPTレイズナーと共に、火星にやってくる。そこで生き残ったコズミック・カルチャー・クラブの生徒達を連れ、はじめは異星人ということでの敵視から衝突もあったものの、その旅の中で次第に彼らと絆を結んでいく。
地球に到着後、グラドスの総攻撃に単身立ち向かい行方不明になったが、地球制圧後再びその姿を現し、レジスタンスを側面から支援する。物語後半ではトンファーを用いた我流拳法を使うようになる。第1部では「僕」という一人称を用いているが、第2部からは「俺」も用いるようになる。
混血児であるエイジの存在が、地球人とグラドス人が同じ血を分けた種族であることの証でもある。本質的には殺生と戦いを好まず、SPTに乗っての初期戦闘時、どんな相手であっても、どのような好機であっても、動力部やコクピットへの直撃は避けている。
小説『蒼き流星の行方』では、刻印発動後グラドスに渡り、グラドス創生と地球侵攻の真相を知った後、グラドスと地球の関係を調整する組織の代表となる。
「エイジ」の名前はサンライズの山浦栄二から取られている。
アンナ・ステファニー
声 - 江森浩子
コズミック・カルチャー・クラブの最年少の少女。北欧出身。本作のヒロインにして語り部役も務める。仲間の中で最初にエイジに信頼を寄せ、後に愛するようになる。制圧後の地球では、地球文化の保護に努める。
気弱な外見だが芯が強く行動的であり、正面からル・カインの主張に反駁したこともある。レジスタンスの象徴的リーダーとなり、クスコの聖女となったジュリアと共に地球人の希望の対象ともなるが、そのために死鬼隊に狙われたこともある。年齢は、グラドス軍が地球侵攻作戦を開始した当時14歳。成長後は縛っていた髪を下ろしている。

デビッド・ラザフォード
声 - 梅津秀行
コズミック・カルチャー・クラブの生き残り。生き残りメンバーの中では、アーサーに次いで年長。直情径行の行動派。親友のジュノ（声 - 拡森信吾）がグラドスの襲撃で死んだこともあり、最初はエイジに憎しみを抱きながら誤解していたが、共に危機を乗り越えやがてジュノに変わる親友となる。地球へ帰る中で生き延びるためにSPTベイブルに搭乗、エイジをサポートする。
制圧後の地球では、レジスタンスの実質的リーダーとして最前線で活躍し、シモーヌとは戦火の中で心を通わせていく一方、ロアンに対しては強い敵意を見せる。火星からの逃避行の中でベイブルで戦った思い出も濃かったために、第30話でかつての愛機と再会した時にも、親愛の情を向けていた。ベイブル破壊後は地球製SPTドールに搭乗。アメリカ人。

シモーヌ・ルフラン
声 - 平野文
コズミック・カルチャー・クラブの生き残りメンバーの1人。英国の貴族とフランス人の血をひくフランス国籍の少女。ルフラン侯爵令嬢。地球制圧後は、その立場を利用して社交界でグラドスの情報を収集していたが、正体が露見し、デビッドと共にレジスタンスに身を投じる。物語終盤には、地球製SPTドールに搭乗し、SPT戦もこなす。当初はエイジに対して思いを寄せていたが、最終的にはデビッドの想いに応える様子が見られる。地球の軍人に対していい印象を持っておらず、警告を無視してグラドス相手に自滅した宇宙軍を「軍人の頭は鉄かジュラルミンで出来てる」と批判し、エイジに険悪な態度を取ったダニー少佐に対して特に強い反感を示した。後半はプロポーションも良くなった他に髪を切り、気合いを入れる時には頭に長布を巻くようになる。

ロアン・デミトリッヒ
声 - 鳥海勝美
コズミック・カルチャー・クラブの一員。眼鏡をかけており、生き残りの中ではアンナに次いで年少。スイス出身の少年。冷静で根気強い知性派だが、学校ではテニス部のキャプテンを務めた経験も持つ文武両道の秀才。地球帰還の旅の中でエイジとデビッドを助ける形でSPTバルディに搭乗する。
地球制圧後はグラドスにその能力を認められ、ル・カイン直属の部下として表向きは忠実に働く立場となり、エイジ達とも敵対することになる。しかしそれらは全て演技であり、実際にはアーサーにそれとなく機密情報が伝わるよう仕向け、間接的にレジスタンスを支援していた。順調に出世を重ね、最終的にグラドス軍の地球駐留軍の司令にまで上り詰める。これはテレビシリーズでは詳細が明かされなかったが、地球人とグラドス人が同祖だと知ったル・カインが、自分が優秀と認めた地球人を抜擢した結果であることが後のOVAで判明している。クスコの戦いにてル・カインから指揮権委譲後に反旗を翻しグラドス軍を撤退させるようにアーサーに指示を出し、グラドスタワーにレジスタンスを進攻させる。その後は他のメンバーとも和解した模様で、小説版でそのような描写がある。

アーサー・カミングスJr.
声 - 鹿又裕司
コズミック・カルチャー・クラブの最年長。英国国籍。臆病で頼りなく、当初は最年長らしくない言動が目立った。地球帰還の戦いでもSPTの操縦が出来ずに諦めてしまい、もっぱらトライポッドキャリアーの留守を守っている。その一方で、仲間達がSPTでアストロホークIIの援護に向かった後、敵味方の識別が無く「地球軍から攻撃されるのではないか」と意見するなど、冷静な視点も持つ。
制圧後の地球では、グラドス側の役人として表向きは服従する態度を示しつつ、レジスタンスに情報を流したり連絡役を務めていた。最終的にはグラドスの司令部にまで地位が上がっている。
物語当初からシモーヌに想いを寄せるが、最終的に失恋する。コズミック・カルチャー・クラブのメンバーで唯一母親（声 - 勝生真沙子）が作中に登場しており、過保護である様子。ロアンと特に仲が良く、あまりにグラドスの忠実な下僕として振る舞う彼の姿に迷いつつも、心の底では生死を共にしたロアンが裏切るはずはないとただ一人信頼している。母によれば故郷に男爵令嬢の知り合いがいるらしい。

エリザベス・クレブリー
声 - 戸田恵子
コズミック・カルチャー・クラブの引率者で、大人の中で唯一の生き残り。医師。平和主義者だったが、地球制圧後は地球解放戦線の中心人物の1人として地球製SPT開発等で活躍するものの、絶望的なグラドスとの戦いに疲れて精神を病んだこともある。
OVA第三巻では平和主義者でありながら兵器を開発するという矛盾に悩み、グラドスに不利を強いられる現状も相まってノイローゼに陥り（最終的には治った模様）、結果的にそれがエイジとジュリアの刻印発動を決意させたことが明かされた。
アニメージュ文庫の小説『蒼き流星SPTレイズナー -刻印2000-』では、空白の3年間の間に、廃人同様だったエイジを甦らせるために、肉体関係を持ったとされている。着ているスペーススーツなどを胸元を大きく開けていることが多い。また、宇宙へ進出した地球人の宇宙対応への人体実験を受けており、その副作用によって子供を産めなくなったことをアンナに漏らしている。

マッシュ
声 - 伊倉一恵
地球制圧後の第2部から登場。レジスタンスと行動をともにする勇気ある少年。愛犬ガウと共に、「アンナのボディガード」を自称し、そばにいることが多い。レジスタンスの連絡係を務めることもしばしばある。

レイ
声 - 原えりこ
レイズナーに搭載されたコンピューターSAI2000・インターフェース（OS）。フォロンと共にV-MAX制御を前提に開発された高速処理型コンピューターである。パイロット（エイジ）からの指示は主に自然言語によって行われる。エイジから指示を受ける際、了解の意味として「レディ」と言葉を発する。最終的にV-MAXをフォロンから受け取り、統合された一つのOSとなる。「レイ」の名はエイジがレイズナーを専有化するために付けた名前で、これによってレイズナーの使用はログインネーム「エイジ」に限定されている。

フォロン
声 - 原えりこ
レイズナーに搭載されている第2のOSで、グラドス創世の秘密の伝承と保護を使命とする。神聖マザーコンピューターの一部で、エイジの父ケン・アスカが密かに搭載させていた。普段はレイの陰に隠れて表に出てこないが、レイズナーが危機にさらされるとレイの制御とパイロットの操作を強制的に遮断し、レイズナーの保護を最優先にした行動を取るようになる。フォロンがコントロールする際はレイズナーの目が紫色に発光する。V-MAXも当初は自身の判断でのみ使用できるようにしていたが、エイジとの対話の末その存在と重要性を認め、自身は元のようにレイの陰に隠れ、エイジの意思でV-MAXを使用できるようレイに回線をつなぐ。
第17話で初登場して以降しばらく現れることは無く、第2部では打ち切りの都合上一切登場しない。OVA『刻印2000』の冒頭にて再登場し、自身への勝手な入力をするなら自爆するといった宣言をするなど、レイズナーの実質的な支配者であることを改めて示す。
前述のように機体保護を最優先しパイロットの意思や周囲の被害を顧みないシステムであるため、対人インターフェース処理の優先度が低く、レイの4分の1しか処理能力を割いていない。このためレイに比べて発声の音程が低く、ゆっくりしたしゃべり方をする。
エドワーズ基地にてレイズナーの機能を完全に掌握した際にエイジに指示を求めたことや、エイジとの対話を行いコントロール権限を譲ったことから、レイと同様ある程度柔軟な判断が可能なサポートコンピューターとしての機能も備えていることがうかがえる。
アメリカ軍の機体スキャンでブラックボックス化されたハードウェア内に存在することが確認されたが、後に新型レイズナーと機体をケーブル接続し、新機体に「移った」ことから、その実態はソフトウェアである模様。

### 地球人
米ソ二大大国による冷戦の拡大と、それに伴う宇宙進出が続く中での地球の人々。
そうした宇宙進出は大国のエゴが絡んでおり、ギルバートのような良識派人物以外は、エイジの警告とグラドスの脅威を無下にしたことによるツケを、グラドス地球侵攻と占領によって払わされることになってしまう。
ジョン・ギルバート
声 - 藤城裕士
国連宇宙本部の科学者で、コズミック・カルチャー・クラブの責任者。「アポロX-0計画」で共に働いたエイジの父、ケン・アスカとは旧知の仲。エリザベス同様平和主義者で、第1部終盤でエイジたちがグラドス軍との戦いに向かった際、その効果を疑問視するカブスに対して、エイジたちは彼ら権力者の愚行を命をもって償いに行ったと痛烈に批判している。制圧後の地球では、地球解放戦線の中心人物として活躍し、地球製SPTの開発も手がける。

ジョブ・グレン
声 - 玄田哲章
国連火星観測基地の隊長でコズミック・カルチャー・クラブの創設に関わる。講習の途中で異星人襲撃の報告を受けたため中断し、管制室に戻り基地の前のSPTに警告を与えるも聞き入れられず、そのまま管制室を撃ち抜かれ他の管制官共々死亡する。

リブレ
声 - 西川幾雄
ジョブの副官で、国連火星観測基地の副隊長。コズミック・カルチャー・クラブのメンバーを出迎えた。ジョブの指示で避難の準備に向かっていったため管制室へのSPTの攻撃を免れたが、その直後の追撃による基地の崩落に巻き込まれて死亡する。

国連火星観測基地の生存者
声 - 稲葉実（ビル）、佐藤正治（ボブ）、福士秀樹（ニコラエフ）、伊藤美紀（フランソワ）、勝生真沙子（メイ）
グラドスの襲撃から生き延びた、管制官たち。コズミック・カルチャー・クラブの生き残りと合流し、エイジに取り調べを行い、最終的に彼の正体を信じ始めるようになる。しかし、最終的にはゴステロとロベリアの2人に全員殺害された。

カークス・ダニー
声 - 郷里大輔
米軍の宇宙輸送艦アストロホークIIの艦長で階級は少佐。火星への定期補給任務でエイジ達に遭遇し事件に巻き込まれる。当初は軍人特有の横暴さや頑固さが目立ち、エイジを激しく敵視して同じ人間として扱おうとしなかったり、彼以外の子供達に対しても高圧的な態度で接していた。そのため、コズミックカルチャーの面々と折り合いが悪く、シモーヌからは特に強い反感を持たれていた。しかし、グラドス軍の脅威を身をもって理解したことや、ソ連宇宙軍に不当な扱いを受けたことを切っ掛けに考えを改め彼らと和解した。ソ連軍の巡洋艦からエイジ達に地球の行く末を託して彼らを脱出させるべく奮闘するが、エイジ達が脱出した直後にソ連兵によって射殺される。

ロジャー
声 - 速水奨
米軍の宇宙輸送艦アストロホークIIの副長で階級は大尉。テンガロンハットがトレードマークの気さくな軍人で、ダニーとともにアストロホークIIで火星へ向かい事件に巻き込まれる。乗組員の中ではダニーに次いで階級が高く、彼が不在の場合はロジャーが艦の指揮を執る。レイズナーの横槍があったためとはいえ手動でミサイルを誘導してドトールを撃破するなど優秀な軍人だが、カルラ隊との二度目の戦闘で死亡。

キリー
声 - 平野正人
米軍の宇宙輸送艦アストロホークIIの乗組員。カルラ隊との二度目の戦闘で、ダニーの制止を振り切ってレーザー砲を点検しようとしたところを襲われ、宇宙空間に投げ出されて戦死した。

スミス
声 - 二又一成
米軍の宇宙輸送艦アストロホークIIの乗組員。カルラ隊との二度目の戦闘でロジャー共々宇宙空間に投げ出され死亡。

チフレンコ
声 - 水鳥鉄夫
ソ連軍の大佐で、宇宙巡洋艦の艦長。ダニーの救助要請をエイジを捕虜にする条件付きで承認する。ダニーの忠告に聞く耳を持たなかった上、グラドス軍に戦いを挑むもまるで歯が立たなかった。艦のコックピットにSPTの攻撃を受けるシーンがあり、その際に戦死したと思われる。

スレンフスキー
声 - 大山高男
チフレンコの副官でソ連宇宙巡洋艦の副艦長。

サザーランド
声 - 塩屋浩三
USA地球軍のオッシャー号艦長。エリザベスからの通信を受信し、ゲイル率いる部隊と交戦するが、艦隊共々完膚なきまでに全滅、自身も戦死した。通信の声でのみ登場。

ジョン・クレイトン
声 - 平野正人
米軍月面基地航空隊所属のパイロットで、階級は中尉。かつてはエリザベスと恋仲だったが、平和主義者のエリザベスと違い、生粋の軍人であり、主義や考えの相違と、互いの必要とする時の行き違いから別れていた過去を持つ。グラドス軍襲撃の際に出撃しようとするものの、目をやられてしまい、それでも生き残った8人の子供達に自分の目の代わりになるようにして救援を待っていたが、子供達と共に地球へ向かうエイジ達のシャトルに収容される。グラドスとの戦いで生き延びた数少ない地球軍人であり、地球帰還後に目の治療を兼ねてエリザベスに付き添われる。しかし第2部には登場せず、以後の動向は不明。

月面基地の子供達
声 - 頓宮恭子（ジョイ）、中谷ゆみ（マーカス）、小森まなみ（ランディ）、坂本千夏（ハーディ）
月面基地生存者の8人の子供達で、男子と女子それぞれ4人ずつからなる。名前は、男子がジョイ、マーカス、ハーディ、メルサ、女子がランディ、フレディ、ローラ、フラワーである。ジョイとマーカスはその中では年長者であり、クレイトンの目の代わりとなって、戦闘を手伝わされ、他の子供達も銃を持たされ、戦うことを強要されていたが、エイジ達の救出でようやく戦闘から解放され、地球へ帰還するものの、クレイトン同様に、第二部には登場しない。

マース
声 - 戸谷公次
米国国防長官。地球へ脱出してきたエイジ達を分析し、彼らの警告を無視してSPTを「国際社会で主導権を握るためには必要なこと」として分析させ自分達の戦力とすることを画策する。大統領にも直接助言が出来る立場にあるらしく、23話から24話ではホワイトハウスで大統領の補佐を担当する。政治的な駆け引きには熱心だが、いざ万策尽き果てるとそれまで冷遇してきたエイジ達を戦力としてぶつけることを即座に提案するなど、いささか良識に欠ける発言が多い。カブス共々、地球側の負の面を象徴する人物。

カブス
声 - 屋良有作
米軍エドワーズ空軍基地司令官。マースの部下にあたる人物で19話から20話にかけては彼に助言をしている。彼と同じくエイジ達の警告を聞き入れようとせず、良くも悪くも大国のプライドと行動理念に基づいて動く人物として描かれているが、暴走したレイズナーの制止をエイジに頼んだり、もはや自分達だけが地球の最後の希望だということをデビッドに伝えるなど損な役回りが多い。最終決戦をギルバートとともに見守りデビッドら子供達に地球の未来を託すことを「馬鹿げている」と評する。

ドワイト
声 - 佐藤正治
米軍エドワーズ空軍基地駐屯の将軍で、同じく、マースの部下に当たる軍人。ギルバートを差し置いて強引に大気圏に入ってきたエイジ達のシャトルを拿捕同然でエドワーズ空軍基地に着陸させ、エイジと仲間達を強引に捕縛して、取り調べを行うが、そのためにレイズナーの暴走を招くことになる。マース、カブスと同じに、地球の悪しき面を強調する人物として描かれている。

デリンジャー
声 - 藤城裕士
米合衆国大統領。おおまかに言えばマースやカブスの上司であるが、汚染が少ない宇宙空間で、かつ異星人であるグラドスが相手であっても核を使用することにためらいを見せたり、デビッド達に真剣に語りかけるなど、彼らとは対照的に誠実な人物である。

グランド男爵
アーサーの母親の台詞にのみ登場する人物。アーサーは母と共に故郷に帰り、この人物とその娘に会う約束をしていた。

ジェームズ
声 - 稲葉実
第27話に登場した地球のレジスタンスグループの一員。カーンと共にル・カイン暗殺計画を立て、デビッドとエイジの制止を振り切って、計画を実行させたが、返り討ちに遭ってしまう。
カーン
声 - 塩屋浩三
ジェームズと同じく第27話に登場した地球レジスタンスの一員の黒人。自分達と組織の力を過信し、SPTを手に入れて、その勢いでル・カインを襲撃、暗殺する計画を立て、ル・カインの実力を知るエイジとデビッドの反対意見を無下にして実行し、殺害を成功させたかに見えたが、襲撃を予期していたル・カインと死鬼隊の報復によって惨殺されてしまう。

### アスカ家
グラドス星でのエイジの家族で、地球人の父ケンと、グラドス人の母アイラに、姉ジュリアとの4人で構成されており、そしてグラドス地球侵攻に伴って始まった、グラドスと地球の混血である2人の姉弟のそれぞれの戦いが、地球の命運を左右するようになっていく。

アルバトロ・ミル・ジュリア・アスカ
声 - 横尾まり
エイジの姉。第2部におけるもう1人のヒロイン。1978年生まれ。グラドスが地球侵攻を決めた際、故郷地球にグラドスの脅威を伝えようとする父の意志に反し、婚約者ゲイルとの愛を選んで実家を飛び出していた過去がある。その後エイジを説得する目的で地球へ向かう艦隊に呼び寄せられたが、ゲイルの仇討ちとしてエイジ抹殺の任務を帯び、SPTブラッディカイザルに乗り込むものの、エイジとの地球での対決では敗北し海中に落下する。
当初はグラドス軍人としてグラドスに忠誠を尽くしていたが、エイジとの戦いの末に、ゲイルが遺した言葉の意味を知り、グラドス地球制圧後には、グラドス創世の秘密に触れて己のなすべきことを知り、グラドス人と地球人の共存を訴えて非暴力による運動を展開。「クスコの聖女」として民衆の支持を集め、その行動は地球、グラドス両方の人々を変えていくこととなる。グレスコの死後、理想に暴走したル・カインと、戦いによって心身共に疲弊していく地球人達の姿を見て戦いを止めるため、刻印の発動によるグラドス星と地球の空間の閉鎖を決意、実行する。その後の彼女の生死は不明。彼女を慕って集まった女性たちはクスコの聖女隊と呼ばれる。

ケン・アスカ
漢字表記では明日香健。地球人科学者。アポロX-0計画の中でグラドス探査隊と接触し、収容されて行方不明となっていたが、その後グラドスで生きることとなり、妻であるアイラとの間にジュリアとエイジの二児をもうける。そして家族4人で暮らしていたが、グラドスが地球の宇宙進出に警戒を抱き、攻撃の手を伸ばそうとしていたことを知り、家族と共に地球へ移り、グラドスの脅威を伝えようとするものの、ジュリアがゲイルの元へ駆け落ちしたために一家での移住をあきらめ、残ったエイジに地球行きを託すこととなる。
最強のSPTたるレイズナーを設計した他、V-MAXを開発して生み出し、それをAIレイ（フォロン）と共にレイズナーへ搭載したのも彼によるものである。当初は妻と共にエイジと再会する展開が予定されていたが、打ち切りによって第22話でのジュリアの回想シーンにのみ登場で終わる。

アルバトロ・ミル・アイラ・アスカ
ケン・アスカの妻で、エイジとジュリアの母であるグラドス人女性。地球人であるケンと愛し合い、ジュリア、エイジの2人の姉弟を産む。グラドス地球侵攻を知った後、一家で地球移住を行うことには反対していなかったようだが、ジュリアの駆け落ちによって目論見は挫折し、エイジに後を託す。
息子が反逆者となったために、その後グラドス本星では夫と共に抑圧されていることが、ギウラの口からジュリアに伝えられる。夫と同じく第22話の回想シーン時のみ出演。

### グラドス人
地球人の宇宙進出に警戒を抱き、地球へと侵攻してきたウロドレン太陽系の異星人。グラドス人たちは、ほとんどが軍人となっており、作風上、民間人といった人々はほとんど登場しない。
それらグラドス軍人たちは、グラドスへの絶対的忠誠を強要されており、ほとんどはエイジを反逆者と見なし、ゲイル（彼も最後はエイジとの決戦を余儀なくされるが）とジュリア以外の人物は、エイジたちとは純粋に敵対し合う悪役として描かれている。また、軍としては統率性に欠け、上官の命令無視やゴステロのような殺人狂などもいる。
アーマス・ゲイル
声 - 堀秀行
グラドス軍中尉。ジュリアの婚約者であり、エイジとは幼少の頃から交流があるよき先輩である。グラドスに反旗を翻したエイジを連れ戻すため、追撃隊を率い、SPTグライムカイザルを駆ってエイジと交戦。その作戦時にゴステロの逆恨みから来る妨害を受けたり、カルラの独走や失敗に手を焼かされるなど、なかなかエイジと雌雄を決することはできなかった。最後までエイジとジュリアのことを気にかけており、第14話でのエイジとの対面時にはグラドスに戻ることを勧めたり、第15話での対決の前には肌身離さず持っていたジュリアの写真入りペンダントを壊し、訣別の意志を見せていた。そして対決時、遂にエイジを撃墜寸前まで追い詰めるも、フォロンの発動させたV-MAXに撃墜され、宇宙に消える。この時の最後の言葉が、物語の重要な鍵を握ることになる。

エジール・カルラ
声 - 佐々木るん
グラドス軍少尉。宇宙用高速SPTディマージュの優秀なパイロット。ゲイルの部下で、彼に対して強い思いを寄せている。反逆者でありながらゲイルに情を向けられるエイジを元々快く思っておらず、ゲイルの死後は仇として付け狙うようになる。また、エイジの姉であるジュリアのことも一方的に恋敵として憎んでいる。思いこみが強すぎて独走してしまい、さらに詰めの甘さから失敗を繰り返し、結局エイジを倒すことはできなかったばかりか、ゲイル機が撃墜された際にはビームの弾幕を張ってエイジを遮り、結果的にゲイルが助かる可能性を自ら潰してしまう形となった。ジュリアへの嫉妬のあまり、彼女の搭乗するグライムカイザルの同型機であるブラッディカイザルは自分にこそ相応しいと言い張っており、ジュリアに自分がゲイルと関係を持っているかのような嘘まで言っているが、逆にゲイルを信じ続けるジュリアによって自らの言葉が逆にゲイルへの侮辱であるとなじられる。地球制圧後は、クスコでの遺跡発掘の任務に当たっていたが、そこでエイジと再会し、エイジをアンナ諸共始末しようとするが失敗、逆に助けられる。
その後の『刻印2000』では、ル・カインがグレスコを射殺する現場に居合わせてしまい、瀕死のグレスコによって機密保持のために射殺される。

ゴステロ
声 - 広瀬正志
グラドス軍大尉。性格は残忍極まりなく、己の目的のためなら味方や民間人であっても嬉々として手にかける上に、人殺しが大好きであると堂々と公言してはばからない危険人物。当初は部下として、ロベリアとガステン（声 - 笹岡繁蔵、広中雅志）の2人を連れていたが、共に反旗を翻された挙句に自ら手にかけた。その後、火星でのレイズナーとの交戦で死亡したと思われたが、兵士としての優秀さを惜しんだグレスコが彼を回収し、治療・改造を施す。地球制圧後にサイボーグとなって復活し、死鬼隊のメンバーとなり、専用MFダルジャンを与えられる。サイボーグとなって以降は、その異常性がよりエスカレートしていく。
ジュリアに横恋慕し、そのためゲイルを激しく敵視している。『マイアニメ』昭和61年7月号別冊付録の書き下ろし小説「死神にキスを」によると、ジュリアと知り合い会話する機会を得るが、敵を殺すことがいかに快感であるかなどの話題しかなかったために避けられ、のち強姦（未遂）におよぶもゲイルに金的蹴りを喰らい、悶絶する屈辱を受けたとのこと（アニメでは「反逆者の姉（ジュリア）に無礼を働いて私に殴り倒された」とゲイルが述べている）。さらにエイジ（正確にはフォロン）が原因でサイボーグにされたことや、クスコの聖女のジュリアをいたぶりながらも、そのジュリアから逆に助けられたことで屈辱を覚え、アスカ姉弟に対してと逆恨みの感情を抱くようになる。
その破綻した人格故に周りの死鬼隊メンバーからも軽んじられ、遂にはル・カインからも愛想を尽かされ、「グラドスの面汚し」と罵倒されるまでに落ちぶれていく。そしてまたしても戦死したと思われたがしぶとく生き延び、第33話でレイズナーと死鬼隊との戦闘に生身で乱入。結果として死鬼隊を妨害してレイズナーを助ける形となり、自ら撃破したMFダンコフに踏みつぶされてへしゃげた消し炭と化し、あっさりと死亡する。

死鬼隊
第2部から登場。ル・カインの親衛隊。全員が普段からホッケーマスクのような仮面を被っており、体格も筋肉質で身体能力も敏捷であり、兵士としての力は研ぎ澄まされているものの、メンバーはゴステロを筆頭に、揃いも揃って破壊や殺戮を好む異常人格者ばかりである。敵をいたぶる時のみ多少の協調性を見せるが、それ以外では極めて仲が悪い。

マンジェロ
声 - 塩屋浩三
死鬼隊の一員で、MFガッシュランのパイロット。長髪の美形で、ナルシスト。ナイフや手斧を振るって相手を切り刻むが、顔に傷をつけられると激昂する。背があまり高くないことに極度のコンプレックスを持っており、それを指摘した者は3日以内に殺してきたと豪語するほど。ただし、背が小さく小柄に見えるのは、極端な猫背であり、常に猿のようにしゃがんでいるか、もしくは中腰になって行動するところによるものが大きく、実際のところ彼を「チビ」呼ばわりしたゲティとの直立時の身長差は、設定資料上4cmしかない（ゲティもやや猫背気味）。
数字に強い頭脳派で、ゴステロの失脚後は打倒レイズナーのために限定空間での浮遊機雷使用によるV-MAX封じを考案するなど、死鬼隊のリーダー格としてレイズナーを苦しめた。第36話の最後の対決で、Dr.ニゾンにより外装型V-MAXを搭載されたガッシュランを使い、レイズナーに挑む。しかし、V-MAX搭載に際してル・カインがDrニゾンに短時間での完成を無理強いしたことに加え、V-MAX戦は初のマンジェロには勝算がないとニゾンが見越して機体に細工したこともあって敗北。最期はレイズナーに引き離された後、ル・カインへの怨嗟を叫びながら自機共々爆死した。

ボーン
声 - 橋本晃一
死鬼隊の一員で、MFエルダールのパイロット。細身でかなりの高身長。死鬼隊の中では比較的冷静で協調性があるものの、弱者をいたぶることが何よりの楽しみで、鎖で相手を締めあげる他、口を開けば嫌みか悪態が飛び出すなど、やはりお世辞にも好人物とは言えない。加えて、レイズナーとの戦闘時には、自分まで攻撃の巻き添えにしたことから、マンジェロやゲティにも殺意を抱いて、同士討ちすら辞さない利己主義な性格。
第33話でV-MAXを発動したレイズナーによってガッシュランをエルダールにぶつけられて戦死する。

ゲティ
声 - 佐藤正治
死鬼隊の一員で、MFダンコフのパイロット。相手を怪力で絞め殺すのが趣味の筋骨隆々の大男で、やや猫背気味。マンジェロをチビと馬鹿にするが、その際に殺されかけて怯えるなど小心者な面がある。第33話で3人がかりでレイズナーに挑むが、ゴステロの横槍により撹乱されて戦闘を放棄、打倒レイズナー作戦の失敗の原因を作り、ダンコフをも失ってしまう。
その責任を問われ、第34話でル・カインの命によってマンジェロとボーンに処刑される。

ギウラ
声 - 三ツ矢雄二
グラドス軍大尉。地球侵攻時はSPTパイロット。ジュリアを部下として従えてエイジを迎え打ち、またジュリアをエイジ共々始末しようと目論むが、失敗する。
地球占領後はル・カインの下で文化矯正隊隊長として地球人の取り締まりに当たり、また薄化粧をするようになっている。クスコの聖女とも対峙するが、その相手がジュリアであることに気付くことは無かった。
基本的に冷酷かつ卑劣な人物ではあるが、直接的な暴力を好まなかったり、無抵抗のクスコの聖女を手にかけられなかったり、死鬼隊に嫌悪感を抱くなど、多少は真っ当な感性もある模様。
占領前は一重まぶたでそこそこ端整な顔立ちだったのに対し、占領後は二重まぶたで血色の悪い、いかにも悪人といった面構えになっている（髪の色もオレンジがかかった赤から、毒々しい紫色になっている）。エイジたちに連戦連敗の挙句、レジスタンス討伐の任務を死鬼隊に奪われる。以後の消息は不明。

ズール
声 - 青森伸
グレスコの副官で参謀。地球侵攻艦隊に参加していたが、グレスコがエイジとの会話の中でグラドス創世の秘密を口にしようとした際に盗み聞きを試みてしまい、それを看破したグレスコによって素手で絞殺される。

アッシュ
声 ‐ 幹本雄之
ゲイルの部下。ダル軍曹と対等な口調で会話している。ディマージュに搭乗。12話でSPT部隊を率いてダニーの操縦する宇宙船を破壊する。ゲイル戦死後は登場しない。

ダル
声 - 伊井篤史
ゲイルの部下で、階級は軍曹。ドトールに搭乗。地球人をサル呼ばわりして徹底的に見下しており、上官のカルラに対しても無礼な態度を取る軽率な性格。ダニーのシャトルを独断で撃ち落とそうとするが、地球人を見くびりすぎたことやレイズナーの横槍が重なってロジャー大尉が放ったミサイルを避けきれず、コックピットに直撃を受けて戦死する。

デルロ
声 - 橋本晃一
ゲイルの部下。

グレスコ秘書
声 - 不明
グレスコの傍らに控え、情報の整理を担当する女性。普段は能面のごとく無表情に任務をこなしているが、良識はあるようで、大量殺戮兵器が使用される際には憂い顔をグレスコに向けている。

Dr.ニゾン
声 - 徳丸完
グラドス星の科学者で、V-MAX研究・開発の権威。ガッシュランに外装型V-MAXを追加装備させ、ザカールのV-MAXの封印を解き、レッドパワー強化剤を導入する。ル・カインがガッシュランのV-MAX戦を急がせすぎたので、真っ向勝負ではレイズナーに勝てないと判断し共倒れするように仕掛けるなど、冷酷な面を持つ。

アッテラ
声 - 橋本晃一（29話）→幹本雄之
ル・カインの側近。ロアン直属の上官にあたり、グラドス軍の指揮官を務める。損な役割が多く、襲撃したレジスタンスのアジトが全て無人であった際はロアンを内通者と真っ先に疑うも（実際にその通りだったのだが）、有耶無耶にされた。その後も、作戦を妨害したゴステロを仕留め損ねて彼の妨害を許し、エイジとマンジェロの戦いにも同行した際もマンジェロが（ニゾンの策略で）戦死したため撤退を余儀なくされ、エイジのグラドスタワー襲撃時にモニターでの連絡で画面越しにてエイジと対面して直後に彼にモニターを破壊されたりした。33話では同じ服装をした参謀も登場している。OVA3巻ではジュリアの脱走を報告したが、そのシーンを最後に登場していない。

ガジール
声 - 幹本雄之
グラドス軍中尉。ゲリラ排除の任務を担当。情報集めのために身分を利用して潜入したシモーヌがダンスパーティー会場で接触、グレオン中尉に同行依頼をすると約束した。部下のグラドス兵が捕えたレジスタンスのジム（声 - 佐藤正治）を拷問し、シモーヌがグラドス軍の本部の設計図を横流ししていたことを吐かせた。

グレオン
声 - 塩屋浩三
グラドス軍中尉。（ロアンの手引きにより）アーサーは第一大陸へ出向する彼への随行のもとヨーロッパからアメリカ本部へ異動したが、同時にガジールを介したシモーヌの同行依頼も引き受けていたため、図らずともシモーヌとアーサーを再会させた。

グレスコ
声 - 渡部猛
グラドス軍地球侵攻艦隊司令で、階級は准将。地球占領後は最高責任者としてグラドス軍を統括しているが、地球の文化に感化された面が多々見られ、グラドス本星や息子であるル・カインからはしきりに「地球病」と揶揄されていたものの、一方でグラドス創世の秘密を知る数少ない人物の1人のため、それを知ろうとした、または知った者を容赦なく抹殺する冷酷さも見られる。「兵士として失うには惜しい」として人格破綻者のゴステロをサイボーグに改造して死鬼隊を結成させるなど、能力主義の一面も垣間見える。終盤にグラドス創世の真実をル・カインに伝えるも、自らの理念を受け入れられず、錯乱したル・カインによって射殺される。自分がル・カインに撃たれた事実を隠すため、打たれた直後に現場に同席していたカルラを最後の力を振り絞って射殺し、「秘密を守れ」と言い残すなど、最後までル・カインの身を案じていた。巨躯と強靭な肉体の持ち主でズールを殺害する際は片手で彼を持ち上げてそのまま絞殺に及んでいる。

ル・カイン
声 - 塩沢兼人 / 加瀬康之（Another Century's Episodeシリーズ）
グレスコの息子。グラドス地球占領軍の司令官として地球に赴任した。グラドス至上主義者であり、地球の文化撲滅に力を注ぐ。天才的なパイロット技術も持ち合わせており、SPTザカールを駆って死鬼隊を従え、前線で指揮を執ることもある。
グレスコから帝王学を幼少時から叩き込まれており、自らを「最高のグラドス人」と称するほど。そのため性格は非常に高慢かつ尊大でプライドが高く自信家だが、反面精神的にやや幼い部分があり、エイジからも「自信と自惚れの区別が付かない男」と評され、そのプライドを傷つけられると激昂する。司令官でありながらエイジに対しては自身が見下す地球人との混血児であることから「血のけがれた者」と侮蔑しながらも、自ら前線で挑むといった行動を取り、その姉ジュリアに対しても屈折した愛情を抱く。さらにグラドスと戦った経験を持つ地球人でありながら、ロアンを重用する常識的ではないところがある。グレスコと支配方針が対立した際、地球人とグラドス人の因縁の真相を聞かされ、グラドス至上主義の根幹を揺らがされる事実を受け入れられず錯乱する。司令官解任を言い渡されたため、呆然のうちにグレスコを射殺してしまい、この巻き添えでカルラも命を落とす。
OVAでは、真相を知り根拠を失ってしまったグラドス至上主義から能力至上主義に転じ、ロアンを筆頭に自分が優秀と認めた地球人を抜擢する。しかし一連の行為がグラドスに対する離反と解釈され、グラドス本星より艦隊派遣を招き、司令官の解任を言い渡されることとなった。精神的に追い込まれ、ジュリアの前で泣き崩れる一幕もあった。
最後はレジスタンスの攻撃と信頼しきっていたロアンが起こしたクーデターで支配体制が瓦解する中、対等と認めた相手であるエイジとの対決を求め、グラドスの刻印を守るレイズナーに襲いかかり、その戦いで2機は刻印に取り込まれ戦闘を中止、刻印に残った彼はジュリアの元で安らぎを得る。
長髪はカツラである。そのことは地球側にも周知の事実であるようで、地球のレジスタンスがそれとは知らず影武者を襲撃して殺した際も、遺体からカツラをはぎ取ってル・カインを討ち取った証拠として掲げている。
小説『蒼き流星の行方』では、グラドスの地球侵攻の真相をエイジたちに告げたあと、レイズナーMk.IIとの一騎討ちを展開、終始圧倒するものの、自機のV-MAXのリミッターを切っていたため機体が限界を超え熱暴走して果てる。

## 登場兵器
末尾のアルファベットのXは試作機、Uは特殊機、Cは量産機を表す。
デザインは大河原邦男が担当。大河原は当初、5〜6メートル台のロボットを想定してデザインしていたところ、最終的に10メートル前後となった旨を語っている。また、元々はベイブルのデザイン(企画時の呼称はグレイドス)が主役機の候補として提出されていたが、スポンサーとの兼ね合いから決定稿ではレイズナーのデザインが採用されている。また、大河原は自著において、紫外線によって変色するプラモデルの新素材から企画が上がったものの、実際には使用されなかった旨の言及をしている。また、イラストレーター、デザイナーの鈴木雅久は自著において、「グレイドス」段階でのSPTとキャリアのラフ設定画を掲載している。

### SPT
本作に登場する人間が搭乗する人型ロボットは、SPT（Super Powered Tracer / スーパー・パワード・トレーサー）と呼ばれている。頭部にコックピットがあるのが外見的な特徴で、透明かそれに類するハッチ・カバーを持つため、有視界戦闘も可能。異星の調査や開発用に作られた装甲強化服から発展した兵器で、その由来ゆえ用途を選ばない高い汎用性を持つ。劇中に登場する機体群の中ではもっとも旧式で低スペックとされるブレイバーですら特殊な装備無しで大気圏に突入し、その後機体に支障をきたすこともなく戦闘を継続、あまつさえそのまま単独で大気圏を離脱することが可能という強靭さ・推力・機動性を併せ持っている。登場するSPTはほとんどがグラドス製だが、終盤では地球製のSPTも登場する。
宇宙空間でのSPTは方向転換時に頭部を中心にして胴部・脚部を高速で回転させる機動を行う。胸部の装甲は概して厚く、レイズナーは10両前後の戦車に一斉に至近距離で砲撃されてもほぼ無傷である。ただしブレイバークラスの頭部、つまりキャノピー部の装甲はさほどのものではなく、グラドス軍標準装備の肩撃ち式ロケットランチャーならば一発で小破、米軍の宇宙用ミサイルならば同じく大破させることが出来る（最新型であるレイズナーでは傷一つつかない）。
SPTは元来汎用性を持つ兵器であるが、状況に応じてさまざまな武器やバックパック等を装備して任務ごとに性能を特化することが出来る。バックパックは規格が保たれており、別機種間でも使いまわすことが可能。戦闘用の装備としては主に、自由電子レーザー砲「レーザード・ライフル」と、拳に備え付けられている電磁破砕装置「ナックル・ショット」を用いる。動力源は燃料電池。電力は胸部バッテリーから供給され、機体駆動時には脚部パワージェネレーターより充電される。燃料タンクは脚部にあり、燃料の注入は踵部から行う。またバックパックにも予備タンクがある。しかし、劇中では「少年少女たちが、孤立したまま敵と戦いながら逃避行を続ける」というストーリーの都合上、本来孤立していては難しい補給や修理はあまり描写されなかった。
SPTの操縦管制は、統合型コンピューターによって行われる。高性能センサーと状況分析能力を有しており、音声での状況伝達から注意の喚起、場合によっては戦術の提案まで行う。また、音声入力による機体の操作も可能であるため、初心者でも簡単にSPTを動かすことができる。
大河原邦男のデザイン画では、身長10メートル弱のSPTの頭部に人間の乗るコクピットを収めているため胴体に比べて頭部が巨大なアンバランスな体型となっているが、実際の作画では頭が小さい通常の体型で描かれることが多かった。
なお、もともとは地球人の宇宙進出に脅威を感じたグラドス人が地球制圧用に開発した人型兵器である。
SPT-LZ-00X レイズナー
第二世代SPTの試作として開発され汎用性向上に重点を置いたSPT。全高/9520mm、重量/13750kg。試験的にV-MAXシステム（後述）が搭載されている。主人公エイジが搭乗する機体で、開発にはエイジの父、ケン・アスカが関わっている。出力8．5MWの速射型レーザード・ライフル（型式番号：LDR-00R）とナックル・ショットの他、ふくらはぎの部分に「カーフ・ミサイル」と呼ばれる小型ミサイルを装備している。さまざまな専用バックパックが存在していたが、火星脱出の際に600mmグレネードランチャー装備型、火炎放射器装備型、大気圏用飛行型が放棄され、一つしか残らなかった。
機体管制は「レイ」と呼ばれるV-MAX対応コンピュータSAI2000系が行っているが、その裏にもう1機「フォロン」と呼ばれるコンピュータ人格が隠されている。フォロンは「グラドス創生の秘密」の伝承と、緊急時のレイズナー機体保持を目的として作られており、レイズナーに危機が迫った時はV-MAXを発動させ、周囲の脅威対象を無差別に殲滅する。地球解放戦線機構の実戦データ収集機としても活躍し、SPT開発の参考にされている。物語終盤、ル・カインの駆るザカールのV-MAXレッドパワーに敗北し大破。
なお、コンピュータ「レイ」には「レイの使用はアルバトロ・ナル・エイジ・アスカに限定する」という命令が与えられており、エイジ以外の使用ができないようになっている。「レイ」という名前はパイロットのロックを簡易的に行う手段の一環としてエイジが名付けたものである。他のSPTの搭載コンピュータにレイのような固体名称が存在しないのはそのためである。
なお、名称確定前は「グレイダス」という名前でメディアに発表された。

E-SPT-LZ-00X-B V-MAX強化型レイズナー
地球解放戦線機構がザカールとの戦いで大破したレイズナーから、それまでの戦闘データを分析して複製・強化した開発機体にレイ（フォロン）を移植した物。作中では「ニューレイズナー」とも呼称されている。OSのレイとフォロン、そしてグラドス創世の秘密データは旧機体からこちらに移される。全高と重量については、レイズナーとほぼ同じか、装備の増設で増加していると思われるが、詳しい詳細は不明（後述する様々なSPTの同型機についてもそれは同じ。）。
アポジモーターを14基から20基に増設（胸部に2基、背部に2基、脚部に2基）し、スラスターも強化しV-MAXの出力を23%強化した他、肩に大型放熱クーラーを増設し、V-MAX使用後の機能回復も早められている。胸部装甲を120mmから145mmに増厚、エンジン出力を217puから248puに強化、ナックルショットも強化し、ザカールのレッドパワーと互角に渡り合えるように強化されている。クスコの戦いでは地上戦でも多数のドトール相手に奮戦、通常稼働でも強力なパワーを発揮し、空中戦でも一機でソロムコ隊を撃破するなど桁外れの戦闘能力を見せた。
『刻印2000』の作中、及び小説版（アニメージュ文庫）で、旧レイズナーが大破し、本機に機能移植される際、フォロンはそれを拒んで自爆しようとしていたが、エイジから生みの親ケンの理想である地球とグラドスの二つが融和する象徴となる、そのため建造中の本機に移ってもらいたいと説得され、「エイジ、私は、私の新しい身体の完成を待つことにする」と思いとどまったことが描かれた。『B-CLUB』（1986年7月号）での高橋良輔インタビューによると、本機は放映短縮による打ち切りが無ければ、後述するレイズナーMk.IIへのつなぎにされる予定だった。

SPT-BB-02U ベイブル
エイジがレイズナーと共に宇宙船に積んできた3体の特殊型SPTの1体。全高/9740mm、重量/15070kg。パーツの多くがレイズナーと共通する兄弟機だが、格闘戦を想定されていたことから出力240puと強化され胸部装甲は135mmとやや厚くなっている。主にデビッド・ラザフォードが搭乗し、宇宙用バックパックSP-02D型を常備している。格闘戦に特化した機体のためキャノピーが狭いのが特徴。
地球到着後、レイズナー同様に米軍に分析されたが、そのデータは3年後のドール開発に活かされる。第1部終了後、バルディと共にグラドス側に接収され、第30話でル・カインの策略によりゴステロを乗せて待ち伏せさせ、時限爆弾を仕掛けられた上でデビッドとシモーヌに故意に奪取させ、爆破されるも、その直前に駆け付けたエイジのレイズナーのV-MAXでキャノピーに穴を開けられ、こじ開けられて脱出したところを救出され、二人の関係が深まった。元はレイズナーのデザイン案のひとつ。

SPT-BD-03U バルディ
レイズナー、ベイブルと共にエイジが宇宙船に積んできた3体の特殊型SPTの一つ。全高/9360mm、重量/11090kg。後方支援用に開発された機体で、パーツの多くがレイズナーと共通する兄弟機だが、胸部装甲105mmとやや薄くなっている。第1部では第6話で、エネルギー切れで稼働出来ないレイズナーの代わりにエイジがこの機体で戦う。以降はロアン・デミトリッヒが搭乗。
連射型レーザード・マシンガンを装備しているが、出力5．5MWと低いので右肩には高密度エネルギー砲が備え付けられており、ゴステロ搭乗のブルグレンを大破させる。また、広範囲の視界を得られるようドーム型のキャノピーを有しており、射撃や砲撃に特化した仕様の機体となっている。地球到着後、機体データはベイブル同様、後のドール開発の参考にされている。第1部終了後、ベイブルと共にグラドス側に接収され、第30話で再登場するものの、ロアンが乗らなかったこともあって、第2部では活躍しない。ベイブルと同じく、元はレイズナーの不採用となったデザインのひとつ。

E-SPT-DL-X ロードテイラー（ドール）
ギルバートらが中心になり、グラドス製量産型SPTドトールをモデルに製作した初の地球製量産型SPT。全高/10880mm、重量/12400kg。物語終盤に登場し、デビッドやシモーヌの他、レジスタンスのメンバーが搭乗する。バックパックには地上走行時に用いる大型の砲架を持ち、ローラーで移動する形態から、それを背中に廻して飛行する他、敵に格闘戦を挑む際には強制排除も可。出力8.5MWの連装砲座形式のレーザードライフルのほか、折りたたみ式の大型シールドと一体化したナックルショットを装備。地上での最高速度は時速250kmで、ドトールの230kmを上回る。グラドス制圧下の逆境の中での開発である上に、良質の資材と部品を調達できないことに加え、科学力で劣る地球製の機体故に性能的にはグラドス正規SPTに見劣りするが、量産化され、地上戦ではドトールと互角の戦闘能力を持ち、地球大気圏内及び、地上での戦闘に限定されるよう調整製造されている。
第31話では、地球側の動向を探ろうとするル・カインの挑発に乗せられたデビッドが、未だ開発中で未完成の本機を独断で持ち出して、ジュリアに無礼を働くゴステロの射撃武器無しの決闘に応じ、体内メカが不調なゴステロのダルジャン相手に優位に戦いを進めたものの、グラドス側に本機の存在を暴露された上に、ゴステロが放った卑劣な妨害に遭ってデビッドは負傷し、代わって操縦したシモーヌも同じ妨害によって傷つき、遂には大破させられてしまったものの、その決闘中にエイジがゴステロが傭った狙撃兵を引きずり出して不正を暴き、結果としてグラドスの威信と品位は貶められ、ル・カインは顔に泥を塗られ、ゴステロは追放される羽目となった。
デビッド機やシモーヌ機のようにパイロットの力量によっては、グラドス軍標準SPTと同等以上に渡り合える能力を発揮した。 テレビ版の名称はドールとして雑誌に紹介されていたが、ビデオ版『刻印2000』時にロードテイラーに改名したとアナウンスされた。レイズナーと同色の蒼い機体もある。

SPT-GK-10U グライムカイザル
アーマス・ゲイルが搭乗する上級士官用SPT。全高/9560mm、重量/133880kg。大気圏外での戦闘を得意とし、宇宙作戦行動にて非常に高い性能を誇り、キャノピーと頭部が他のSPTに比べてやや肥大化しているような印象も与える。
出力12.6MWの連装式拡散型レーザードガンを装備し、命中率は高い。汎用バックパックUV-10T型を装備、運動性能はレイズナーを上回り、第⒖話では地球艦隊を壊滅させるほどの力を見せ、続くレイズナーとの一騎打ちで、エイジを追い詰めるが、V-MAXにより暴走するレイズナーに撃墜される。

SPT-BK-10U ブラッディカイザル
エイジの姉、ジュリアが搭乗する。グライムカイザルを赤くペイントした同型機で、それ故にエイジは、戦死したゲイルが生きていると錯覚したが、ジュリアは恋人ゲイルの仇討ちを誓って復讐の色にその身を染めている。
恋人を失った復讐心から、執拗にレイズナーを襲うが、第23話でレイズナーとの乱戦中、ギウラ隊の集中攻撃に巻き込まれ海中に墜落した。そして、その海中で、ジュリアはようやくゲイルが死ぬ前に遺した言葉の意味を知り、エイジへの憎しみとグラドスへの忠誠を棄てる。

SPT-BG-91U ブルグレン
基本性能でグライムカイザルを凌ぐ性能を有するSPT。全高/9780mm、重量/16290kg。前期、ゴステロが搭乗していた。胸部装甲厚165mm、出力248puのハイパワータイプで、重力下での対地攻撃を得意とする。滑空可能なバックパックAR-90T型を装備し空中での運動性は第一世代SPT中トップクラスで、火星での戦いでエイジを苦しめたが、第6話でレイズナーからベイブルに乗り換えたエイジの逆襲によって、敗走する。
オープニングでレイズナーに破壊される敵SPTは本機であるが、第6話での退却、退場以降姿を見せていない。つまりオープニングとは違い、作中では破壊されていない。

SPT-BV-15C ブレイバー
グラドス軍の標準タイプとも言える一般兵士用量産型SPT。全高/9610mm、重量/14010kg。安定性が高く、熟練度の低い兵士にも扱いやすい。その分飛び抜けた性能ではないが、地球の従来型航空宇宙兵器では歯が立たない力を持つ。第8話ではブルグレンを壊されたゴステロが、一般兵を殺害し、自ら本機に乗りこんでレイズナーを襲うものの、エイジに代わって動き出したレイ（フォロン）によって倒される。
地球占領後に何機かが地球解放戦線に鹵獲され、ドールの開発研究材料に使われた。

SPT-DM-20C ディマージュ
高性能センサーを持ち索敵能力の優れた量産型SPT。全高/9980mm、重量/17330kg。そのため集束率の高い出力8.8MWの遠距離型レーザードライフルを装備する。アポジモーターが24基と最も多く現用SPT随一の高速を誇る。宇宙空間での機動性は特に高い。特にバックパックは優秀で、ゲイルもグライムカイザルの専用バックパックを破損後に換装させた。カルラやギウラなど、主に士官が搭乗し、指揮官用の機体ともいえる。

SPT-DT-25C ドトール
グラドスの地上戦用量産型SPT。全高/9190mm、重量/13520kg。車輪を備えた地上用バックパックを常備し、踵部のローラーとあわせ地上を高速走行をする。最高走行速度は時速230km。バックパックを宇宙戦用に換装すれば宇宙戦もこなせるが元々地上用に特化された機体なので能力は劣る。第30話では駐機していた本機の通信機を用いてアーサーが、ロアンが漏らしたル・カインの策略を急報し、デビッドとシモーヌは九死に一生を得る。
地球解放戦線にも何機かが鹵獲され、一部がル・カイン暗殺へのテロ攻撃に使われ（結局失敗）、さらに一部がブレイバーと共にドールへの研究開発へと用いられた。

SPT-ZK-53U ザカール
レイズナーを元に開発されたグラドス製最新鋭の第二世代SPT。ル・カイン専用機。全高/11820mm、重量/16030kg。ゴールド・メタリックに輝くボディカラーが特徴。ナックルショットは無いものの、代わりに左腕にホーン・オン・アームを装備し格闘戦にも長けている。V-MAXを標準装備しており、レイズナーをも上回る基本性能に加え、新型コンピューターSAI2100系を搭載し、のちにV-MAXに特殊な強化剤を加えることで従来より15%以上出力を増した「V-MAX・スーパーチャージ（別称レッドパワー）」を発動させ、レイズナーの青とは対照的に赤いエネルギーを放出させてレイズナーを圧倒、大破させた。
だがル・カインがグラドスと地球の秘密にこだわった結果レイズナーを取り逃がし、地球側に戦闘データを分析されニューレイズナー誕生による反撃を受けることになる。

SPT-LG-53K キング・グラドス
劇中未登場。ザカールのバリエーション機の一つで、グレスコが地球制圧をした後に、グラドス本星に於いて戦勝パレードで出した機体ともされている。全高/12130mm、頭頂高/9800mm、重量/19050kg 胸部装甲厚/158mm、移動用メインバーニア出力/28300kg。
ザカールでは左右に分かれていたバックパックのスタビライザーが、左側に二本纏めて設置され、ほぼ金一色のザカールと異なり、メタリックグリーン基調の全身に、金と赤の唐草模様が入り、胸部と膨ら脛部は黒という出で立ちで、出力11.5mhのレーザードライフルLDR-55Sと、頭部両サイドに連装式ミサイルランチャーを備えるが、ザカールのようなホーン・オン・アームは無く、V-MAX機能を装備しているのかどうかも不明。

### MF
SPTから汎用性を省き、用途を特化して造られた機体をマルチ・フォーム(Multi Form)と呼ぶ。地球侵攻にも、局地専用にカスタマイズされた機体が投入されていた。バックパックシステムを廃しており、可変型の機体もある。
MF-SL-52C ソロムコ
大気圏内戦闘用量産型MF。全高/9350mm、重量/11100kg。航空機に手足が生えたような外見をしており、それを畳むことにより、SPT以上の大気圏内機動力を持つ航空機形態へ移行できる。胴体に連装式機関砲を装備し、航空機変形時には下部に設置する携帯型レーザードガンLDG-29Nを持つが、ナックルショットを持たないので、格闘戦には不向き。

MF-GS-54C ガンステイド
物語の終盤に登場した量産型重MF。全高/9680mm、重量/18630kg。外部にハードポイントを多く持ち、その外装に多大なミサイルポッド、超重粒子ビームによる砲撃システムや、フレイムスローワー（火炎放射器）を搭載している。これによる絶大な火力により、グラドスに抵抗するレジスタンスたち、地球の歴史や文化を収蔵した貴重な建造物、書物や美術品を焼き尽くし、ナスカでの攻防戦では、地球側レジスタンスの防衛線を後退させるほどの物量で攻撃してきた。
外装を強制排除すると白兵戦もこなせるが、火器重視と生産性重視に特化したためにSPTの打撃や火器のみならず、バズーカ砲の一撃で撃破されるほど防御力は弱い。シモーヌ曰く「グラドスの着せ替え人形」。

MF-DJ-91U ダルジャン
死鬼隊のメンバーとして復活したゴステロの専用MF。全高/11550mm、重量/18340kg。左腕シールドにメタルクロー（設定では「ブロークン・ネイル」）、ニードルショット、左肩にレーザード・バズソー（レイズナーとの「飛び道具は使わない」決闘で不意討ちに用いられた）など、格闘兵装を多数装備している。マンジェロの分析によると、通常時のレイズナーの運動性を8%上回る性能を有していた。失態を繰り返して逃亡したことを責められ、第32話で、仲間だったはずの死鬼隊のMFによって破壊される。
設定の準備稿ではニードルショットは左右にあるが、決定稿では左のみになっている。しかし、劇中では左右に装備・使用されていることが多く、第28話でもレイが「両腕にニードルショット装備」と言っている。

MF-MC-73U ガッシュラン
死鬼隊の一員、マンジェロ専用のMF。全高/8510mm、重量/13420kg。機動性が非常に高い。両足のかぎ爪で敵SPTの肩にしがみつき、右肘のハード・コーン（ドリル）と左腕のスクイーズ・アーム（万力）を用いて頭部コクピットを破壊し、パイロットを直接惨殺するという非人道的戦法に特化された機体である。胸部には固定武装のバルカンを2門有する。なお、搭乗者のマンジェロに似て猫背でガニ股の機体でもある。
第36話で、それまでの失敗の穴埋めにと、ル・カインから最後のチャンスとして外装型V-MAXを装着されて善戦するも、レイズナーとの相討ちを狙うDr.ニゾンの奸計により、振りほどかれた直後に自爆する。その際、レイズナーに取り付いた両足とV-MAXの一部が残って地球側に渡り、ニューレイズナー開発の貴重な参考にされる。

MF-ED-52U エルダール
死鬼隊の一員、ボーン専用のMF。全高/11520mm、重量/18010kg。両掌から変幻自在の触手・スネークドリルを射出する。外装オプションとして火炎放射器を装備した。ガッシュラン同様に、搭乗者の体型に合わせていて、ボーンに似て長身痩躯の機体である。
第34話でガッシュランと二機がかりでレイズナーを襲うものの、レイズナーのV-MAXにより制御を失ったガッシュランのハード・コーンに貫かれて爆発する。

MF-DK-61U ダンコフ
死鬼隊の一員、ゲティ専用のMF。全高/10430mm、重量/14890kg。搭乗者のゲティに似て肩幅の広い大型機であり、全SPT中最大のパワーを誇る。両肩の大型キャノン・オーバーレイアーティラリーと、腿の部分に収納したパワーナックルを主武装にする。
第33話でレイズナーのV-MAXを封じるため、背部に装着した浮遊機雷散布バックパックを用いてエイジを苦しめるが、ゴステロの介入によって脚部関節を破壊されて歩行不能に陥り、そこをエイジにつけ込まれてエルダールのスネーク・ドリルに巻き込まれ、同士討ちにされて破壊される。なお、ゴステロ自身も制御不能に陥った本機に踏み潰され、あえない最期を遂げる。

E-MF-LZ-00X-2 レイズナーMk.II
作中未登場。アニメ雑誌などでは、飛行機（戦闘機）形態に変形できる後継機のデザインも公開されていた。全高/9980mm、重量/15610kg。
ロードテイラー（ドール）部隊の指揮官機として設計された高性能機をベースとし、レイとフォロンを移植することを想定して仕様変更された機体という設定。丸みのある旧レイズナーより全体的に角張ったフォルムを持ち、レイズナーではキャノピー内にあるツインアイがキャノピー下に露出している。武装はSPT時にはほぼレイズナーと同様の装備の他、カーフミサイルが廃止になったものの、代わりに両肘にレーザー機銃が追加、標準装備されており、これは戦闘機時にも使用可能な火器である。
Mk.IIのV-MAX機能は「V-MAXIMUM（ブイ・マキシマム）」と名を変えられている。『B-CLUB』の高橋へのインタビューでは、戦闘機形態でその強化V-MAXを発動させる予定だったとあり、「魂SPEC」の説明では戦闘機形態でないと発動できないとされているが、後述するゲームではSPT形態で使用している。小説では、戦闘機形態でのV-MAXIMUM発動では超光速を発揮し、刻印によって閉鎖された地球・グラドス間の宇宙を突破している。また、大破した旧レイズナーを地球人の手でMk.IIに改造したうえでレイ（フォロン）を強化型から本機へ移植し、さらに地球とグラドスの融和的シンボルにするという案があった。
企画段階でのカラーリングは白だが、後に描かれたデザイン画ではレイズナーと同じく紺と白のツートンカラーメインになる。魂SPECなどでは、下腕部がパープルカラーなどに変更されている。
ゲームでは、「スーパーロボット大戦シリーズ」のうちレイズナーが初めて参戦した『新スーパーロボット大戦』と、それ以降の参戦作品に出演（強化型レイズナーとの選択式）したほか、『Another Century's Episode 2』でも登場している。
本作の放送打ち切り直前に発売されたアニメ雑誌『月刊ニュータイプ』1986年6月号では、「ニューレイズナー」の名称で本編のメカ作監の吉田徹によって描き下ろされた本機のバストアップが表紙を飾っている。ただし、元のデザイン画には存在しないパーツやディテールが確認できるうえ、デフォルメも重なって後の立体化時のデザイン画とはほとんど異なる姿となっている。
デザインに際して、twitter上で現漫画家の宮尾岳がアイデアスケッチを提供したことを公表している。
E-MF-LZ-00X-05 レイズナーMk.Ⅴ
作中未登場で、後付け設定で生まれたレイズナーMK.Ⅱの量産型といえる可変式SPT（分類的にはMF）で、戦闘機形態はMk.IIよりも地球戦闘機寄りの形状となり、SPT形態はMk.Ⅱをより細身に、軽装化したような印象を与える。
グラドスの刻印発動から十数年後、グラドス技術を手に入れた地球解放戦線によって、レイズナーＭｋ.IIをベースに、再度グラドスとの戦端が開かれた場合に備え、ドールに続く純地球製量産型SPTとして開発され、Ｍｋ.IIの後にMk.Ⅲ、Mk.Ⅳと開発されていったものの、ようやく五台目によって開発完成を見たことから、Mk.Ⅴネーミングが与えられた設定になっている。
設定画ではナックルショットを装備しており、レーザードライフル等の武装や、V-MAX（もしくは、Mk.IIと同じV-MAXIMUM）も有すと想像されるが、不明な部分が多い。

### TS
無人機。量産型メカ。テラー・ストライカー（Terror Striker）の略称。
TS-SG-50C スカルガンナー
ようやく月まで逃げてきたエイジたちが廃墟と化した月面基地で遭遇したTS。全高/9760mm、重量/14520kg。熱重粒子弾を両腕に装備、頭部に対生物用サーマルビームを装備する。基本的に対人用で周囲の人間を全て抹殺するようにプログラムされているが、対SPT戦能力も低くは無く、レイズナー、ベイブル、バルディを苦戦させている。パイロットの能力に依存せず負担を考慮する必要もないため、機動性ではSPTを遙かに凌ぎ、機体の一部を破壊されても戦闘を継続する。また頭部だけになった機体のセンサーが敵をキャッチし、センサーを失った他機体を遠隔操作して攻撃するなど、複数機体のリンク機能も装備している。ただし無人機であるためか、周囲の状況の変化に対して臨機応変に対応することが出来ない。
監督を務めた高橋良輔によれば、完全な悪のロボットとして嫌悪されるイメージをスタッフ間でリストアップしたところ、ゴキブリの案が持ち上がり、その意表をつく様子からイメージシースを形成したとしている。また、デザインは企画のみで終わった高橋のアニメ『ステルスワイズ』用に大河原邦男がデザインした主役メカがベースになっている。そこではコンバットアーマーに近い有人機の陸戦兵器だったのが、印象的な頭部はそのままに、本作では細身のシルエットに変更されている。

TS-TP-50D ターミネーターポリス
占領後の地球で治安維持に使用されるTS。第2部では地球各地に降下して反抗勢力を抹殺していき、『刻印2000』ではガンステイドと共に、地球文化浄化作戦を敢行した。両腕が伸縮する機能がある。各部の仕様は異なるものの基本構造はスカルガンナーと同じで、対象を識別する機能を付加しているが、識別そのものに手間取ることがあるため、スカルガンナーほどには手強くない。

### その他（メカニック）
GTC-DN-03 グラドス・トライポッド・キャリア
エイジが乗ってきた宇宙船。その名の通り3本脚の構造を持つ。宇宙空間航行時は足を畳んで飛び、大気圏内航行時や着陸時は足を開く。この脚部に1機ずつSPTを搭載することが可能で、バックパック換装機能等を持ち、一通りの整備が出来る。シャトルとしても使用される。大気圏突入・離脱能力は持っているが、星系内航行能力しかもっておらず、超光速航法は行えない。SPTへのエネルギーチャージも行え、緊急時には搭載した各SPTのエネルギーを動力源に回すことも可能。19話では迷彩柄に塗装された機体が3機登場しており、ギウラ率いる追撃部隊が使用している。

ゲイルの母艦
ゲイルが艦長を務める風船のようなフォルムのグラドス宇宙船で、風船状の艦体の下に4つの突起状の格納庫を持ちその中に複数のSPTや、1機のシャトル（トライポッド・キャリア）を搭載している。超光速航行も可能。その外観に似合わず戦闘力も高く、単艦で地球艦隊を圧倒するだけの力を持っている。第14話では、エネルギーが底を付いているエイジ達のシャトルに追いつき、遂に捕獲するものの、エイジ達もろとも地球人を抹殺しようとしたカルラの先走りによって脱走された上に、エネルギーを奪われて逃走を許してしまう。ゲイル戦死後の第16話では、カルラが指揮を採ってゲイルの弔い合戦をしようとしたものの、ズールからの命令で、地球侵攻軍への合流を余儀なくされる。

グラドス軍宇宙母艦
グレスコが指揮する地球侵略軍の艦艇。巨大なアイロンのような形をしており、突起部が少ない形状をしている。超光速航法が可能。搭載火器が多く、多数のSPTを搭載する母艦としての機能も持つ。

地球側宇宙艦
米ソ両国がそれぞれ保有。ビーム砲を搭載しているが、SPTの前には無力だった。ソ連軍は3面の航空甲板を持ちつつ、そこそこの戦闘力をも持つ航空巡洋艦タイプの宇宙巡洋艦。2連レーザー砲7基、ミサイルランチャー9基、カタパルトを3面持ち艦載機数9機。この艦3隻で一艦隊を編成する。対空ビームでドトール1機のバックパックを破壊する戦果を挙げた。これに対し、アメリカ軍は4面の航空甲板を持ち艦載機数12機、2連レーザー砲8基、他にミサイルも装備する宇宙空母ポンディック1隻と、それを護衛する大型2連レーザー砲4基、連装レーザー砲6基、地球の大型宇宙艦の中で最速を誇る宇宙巡洋艦2隻の計3隻で一艦隊を編成する。航空専門艦とその護衛艦からなる編成は、アメリカ軍の編成思想に沿ったものである。なお、搭載する戦闘機も冷戦当時の米ソ各軍の機体の面影を色濃く残している。

地球側大気圏内戦闘機
放映当時はF-117やMiG-29といった新型機の存在は軍事機密として公開されておらず、当時に既に公開されている戦闘機を元に、1990年代の未来型戦闘機を想像するしかなかった。そのためアメリカ戦闘機はF-20をベースにした通常タイプの戦闘機及びX-29を参考にした前進翼機、ソ連機はMIG-23を参考にした可変後退翼機としてデザインされている。27話では米軍とソ連軍がそれぞれ二十数機（レーダーの画像から推測して）を投入しそのうち九割が撃墜されるという大損害と引き換えにソロムコ1機を中破に追い込んでいる。このほかの戦力としてはAH-64 やAC-130も登場している。

戦略ゲラン衛星
グラドスがネメイン星制圧作戦で用いた巨大な人工衛星型破壊兵器。オゾン層破壊ビームを照射し、あらゆる生物に有害な太陽からの紫外線を地表に降り注がせるのが目的。ネメイン星の作戦では惑星のオゾン層を全て破壊し、地表の生態系を根こそぎ滅ぼしてしまったために、「グラドス歴史上最大の汚点」とまで呼ばれている。破壊するには内部作業用エリアに侵入し、中枢部を直接狙うしかないものの、多数のビーム砲塔で武装しており、SPTでも侵入するのは不可能に近い。グレスコが地球の大都市に向けて使用、これによって地球は総人口の3分の1が失われるまでになった。なお使用に際して標的になった都市の建造物が破壊される描写があり、単純にオゾン層のみを破壊して紫外線を直射させ該当地域の生物に健康被害を及ぼす以外にも何らかの物理的な破壊を引き起こすシステムが搭載されていると考えられる。

地表探査衛星
地球を制圧したグラドス軍が、地球の地上探索に用いた監視衛星。地球大気圏上から地表を監視し、レジスタンスの隠れ家や基地などを探し当てるのに威力を発揮したが、地球が核戦争を想定して造り上げた地下シェルターがある地下300mまで察知する能力は無い。

ピックアップトラック
第2部でデビッドがレジスタンス活動の足として利用する白いトラック。地球のどこにでもある車輌で、デビッドだけでなくエイジも運転する場合がある。普通のトラック故に第34話ではタイヤがパンクしてしまい、その時のタイヤ交換に時間を取られたために、死鬼隊に察知されたアンナの身が危うくなってしまったこともある。

バイク
第2部でエイジが愛用するオートバイで、新オープニングにも登場する。エイジがしばらくの間、デビッド達レジスタンスと、エリザベスらの地下組織との連絡用に使用。第34話ではエイジに代わってシモーヌが乗り、トラック修理に時間を取られたエイジ達にアンナ暗殺の危機を伝えた他、一足先にアンナの元へ行き着いて死鬼隊から辛くも守り抜く。

グラドスの刻印
クスコの地下に眠っていた巨大な円筒形のメカで、古代に地球を訪れたグラドス人が異文明衝突による破滅の危機を回避するために残した安全装置。ジュリアが胸に下げているペンダントが刻印の始動キーとなっており、これを発動させることによって宇宙空間を歪曲させ地球とグラドスの間の航行を遮断させることができる。グラドス太古の未知のテクノロジーの集合体のようで、巨大物体にも関わらずに宇宙へと難なく浮かび上がり、外観は緑一色の壁だけで、出入り口のようなものが確認されていないにもかかわらず、レイズナーとザカールをその内部に取り込んだり、SPTの攻撃を無効化し、コントロールまで停止させてしまう他、始動させた者の指示でSPTや、指定された人物を退出可能という原理不明な力が働くのが見られる。

### V-MAX
「V-MAX（ブイ・マックス）」とは、エイジの父ケン・アスカが開発した第2世代SPTより付与された特殊自己防衛プログラム及びそれに伴う非常時高速戦闘システムの名称である。元々は『戦域から緊急離脱し、自機の安全を確保すること』を第一の目的に開発された特殊機能だった。発動時には全身のスラスターのアフターバーナーが点火し推進力が最大値まで引き上げられるため、通常機動の3.57倍の速度になり機体の出力が格段に跳ね上がる。レーザード・ガンを至近距離で撃たれてから避けるなど瞬間移動のような急加速や、レイズナーが発射したカーフ・ミサイルを自ら追い抜き、手前のスカルガンナーを頭部へのキックで排除した後、奥のスカルガンナーにミサイルを命中させるといった、離れ業とも言える高機動戦闘も可能となる。また、胸部のマグネチック・フィールド・ジェネレーターが始動し機体周囲に強力な電磁界を形成し、そのフィールド内にLCMパウダーを散布するため、半径1km以内（レンジ1）に展開する敵機のセンサーを無効化させる。また自由電子式レーザー兵器はフィールドに阻まれ直撃弾を回避することができるため、それを生かした体当たり攻撃などを行うことも出来た。作中の描写では、原理は不明であるがフィールド内に取り込んだ人間を優しく支えたり、激しい機動を伴わない空中浮遊も行っている。
驚異的な機体性能を発揮する反面、莫大なエネルギーを使用するため発熱量が非常に高く、機体に過剰な負荷を強いるため、オーバーロードによる機体の破壊を防ぐために発動時間を制限するリミッターが設けられている。また発動終了後、機体は強制的に放熱体勢に入るため、約10分間は全く身動きが取れない。そのため敵機が残存すると回避運動も取れず危険であり、大気圏内上空では失速して墜落という場合も考えられる。そして当然ながら急激な機動の増加は、乗っているパイロットの操縦及び身体にも相当の負担を強いることになる。先述の点から見ても、戦闘に用いるよりも緊急離脱に用いるほうが理に適っている機能である。
物語当初は実験段階であり、一部の次期発展型の試作機に試験的に搭載されており、レイズナーがその搭載第1号機である。常識を超えた機動にパイロットが対応できずシミュレーションや搭乗訓練段階での死亡あるいは負傷事故が続出したため、その機構は凍結され、レイにもその存在を認識されていなかった。だが、ゴステロやゲイルの攻撃から自機を守るため、フォロンの手により閉鎖回路が解除され強制的に発動。その際パイロットのエイジは加速と機動に耐え切れず失神してしまう。その後、真相を知ったエイジがフォロンと対決・和解した後、フォロンからレイに機能が委ねられ、エイジの自由意志で発動させることが可能となる。
V-MAXは推進系に特殊な強化剤を加えることにより、従来より15%以上出力を向上させ機動性能の向上を図ることが可能である。これはスーパーチャージ（レッドパワー）と呼ばれ、ル・カインがザカールで運用している。ただし、その分パイロットと機体への負担もさらに増大するのでノーマルのV-MAXより限界発動時間は短くなっている。劇中未登場のレイズナーMk.IIのV-MAX機能「V-MAXIMUM」も同じく強化型V-MAXではあるが性格は大きく異なり、こちらは強電磁界の磁束密度を上げることで対弾性の向上を実現したもので、速度ではレッドパワーが勝り、攻撃&防御力ではV-MAXIMUMが上であると設定されていた。
V-MAXには機体内蔵型とバックパックタイプがある。ル・カインは当初からバックパック方式に疑問を持っている。バックパックタイプはいかなる機種にも後付けできる利点はあるものの内蔵型と比較して本体との追随性が悪く、本来その欠点を補う調整ユニットの追加装備を必要とする。しかし、MFガッシュランへの装備を命じられたDr.ニゾンは調整とパイロットの訓練のために最低2日を要求したが容れられず、調整ユニット未装着・訓練抜きで出撃させる。結果、初のV-MAX搭載機同士の戦闘となったレイズナーとガッシュランの戦闘ではパワーでは若干勝るもののレスポンスに問題を残し、パイロットも訓練されていないためにバックパックタイプを搭載するガッシュランが内蔵型のレイズナーとV-MAX運用のベテランであるエイジに苦戦を余儀なくされる。Dr.ニゾンは訓練抜き・調整ユニットなしではレイズナーには勝てないことを予期しており、ガッシュランにレイズナーに取り付いた後足のかぎ爪のロックを解除不能にして、自爆するよう細工を施していたが、レイズナーが最大出力による高加速で爆弾が搭載された上半身を引きちぎって脱出してしまったため無駄に終わる。
以後（放映短縮もあり）、バックパックタイプV-MAXは登場していない。また、高橋は『B-CLUB』インタビューで「ロボットものに常に新要素を入れなければならないと思っていたものの、そういうネタが無くなり、V-MAXはもう末期症状のようなもの。」と応えている。

## スタッフ
（オープニングクレジットより）
- 企画 - 日本サンライズ
- 原案 - 矢立肇
- 原作 - 伊東恒久、高橋良輔
- キャラクターデザイン - 谷口守泰
- メカニカルデザイン - 大河原邦男
- 音響監督 - 浦上靖夫
- 美術監督 - 本田修、荒井和浩
- 撮影監督 - 三浦豊作、古林一太
- 音楽 - 乾裕樹
- 監督 - 高橋良輔
- プロデューサー - 銀谷精一（日本テレビ）、木本隆彦（読売広告社）、植田益朗（日本サンライズ）
- 製作 - 日本サンライズ

## 主題歌
主題歌は放送当時、全てキングレコードからリリースされていた
。
オープニングテーマ
「メロスのように -LONELY WAY-」（第1話 - 第38話、OVA：ACT-I・II・III）
作詞 - 秋元康 / 作曲 - 中崎英也 / 編曲 - 若草恵 / 歌 - AIRMAIL from NAGASAKI
放送用のテレビサイズバージョンでは、サビの直前にボーカルの入らないリズム隊だけの6小節が挿入され、そこに当放送回のハイライトシーンをセリフ付きで挿入する演出が行われた。
リミックスアルバム『ウルトラアニメユーロビートシリーズ メカMAX』にて小野訓史が、『アイドルマスター XENOGLOSSIA』のキャラクターソングアルバム『熱唱! 巨大ロボットアニメソング・嵐』にて萩原雪歩（声 - 堀江由衣）が、それぞれカバーしている。後者のボーナストラックとして収録されたTVサイズ版では、本作と同様間奏にセリフが挿入されていた。

エンディングテーマ
「5分だけのわがまま」（第1話 - 第25話、OVA：ACT-I）
作詞 - 秋元康 / 作曲 - 中崎英也 / 編曲 - 若草恵 / 歌 - 富沢聖子
AIRMAIL from NAGASAKIの歌うバージョンも存在し、番組サントラ盤の他、バップのコンピレーション・アルバム『アニメ・ホット・ウェーブ2』で聴くことができる。

「LA ROSE ROUGE」（第26話 - 第38話、OVA：ACT-II・III）
作詞 - 河奈みその / 作曲 - 林哲司 / 編曲 - 川村栄二 / 歌 - 富沢聖子
読みは「ラ・ローズ・ルージュ」。

## 各話リスト
サブタイトル、脚本、演出、作画監督の出典→
視聴率はビデオリサーチ刊『テレビ視聴率月報 関東地区』記載の日本テレビ対象の計測データに基づく。
| 話数   | 放送日         | サブタイトル                 | 脚本                                | 絵コンテ   | 演出            | 作画監督                            | 視聴率 |
| ------ | -------------- | ---------------------------- | ----------------------------------- | ---------- | --------------- | ----------------------------------- | ------ |
| 第1話  | 1985年 10月3日 | あかい星にて                 | 星山博之                            | 谷田部勝義 | 谷田部勝義      | 谷口守泰                            | 8.0%   |
| 第2話  | 10月10日       | 彼の名はエイジ               | 五武冬史                            | 網野哲郎   | 網野哲郎        | 八幡正                              | 6.9%   |
| 第3話  | 10月17日       | その瞳を信じて               | 平野靖士                            | 川手浩次   | 加瀬充子        | 伊東誠                              | 7.0%   |
| 第4話  | 10月24日       | 心のこしての脱出             | 星山博之                            | 網野哲郎   | 今西隆志        | 谷口守泰                            | 6.8%   |
| 第5話  | 10月31日       | まもられても、なお…          | 五武冬史                            | 谷田部勝義 | 谷田部勝義      | 八幡正                              | 6.2%   |
| 第6話  | 11月7日        | とり残されて                 | 平野靖士                            | 川手浩次   | 加瀬充子        | 谷口守泰                            | 6.3%   |
| 第7話  | 11月14日       | 血はあかかった               | 伊東恒久                            | 網野哲郎   | 網野哲郎        | 村中博美                            | 7.3%   |
| 第8話  | 11月21日       | 彼の叫びに応えて             | 五武冬史                            | 網野哲郎   | 今西隆志        | 谷口守泰                            | 7.0%   |
| 第9話  | 11月28日       | 生きる道を求めて             | 星山博之                            | 谷田部勝義 | 谷田部勝義      | 桜井美知代                          | 7.0%   |
| 第10話 | 12月5日        | エイジ!?と呼んだ             | 平野靖士                            | 川手浩次   | 加瀬充子 江上潔 | 八幡正                              | 7.3%   |
| 第11話 | 12月12日       | 地球の艦（）が来た!          | 伊東恒久                            | 網野哲郎   | 網野哲郎        | 貴志夫美子                          | 7.7%   |
| 第12話 | 12月19日       | さよならの赤い星             | 五武冬史                            | 滝沢敏文   | 今西隆志        | 谷口守泰                            | 7.9%   |
| 第13話 | 12月26日       | 宇宙（）にむなしく           | 星山博之                            | 谷田部勝義 | 谷田部勝義      | 八幡正                              | 5.6%   |
| 第14話 | 1986年 1月9日  | 異星人に囚われて             | 平野靖士                            | 網野哲郎   | 網野哲郎        | 村中博美                            | 6.0%   |
| 第15話 | 1月16日        | 蒼き流星となって             | 伊東恒久                            | 川手浩次   | 今西隆志        | 本橋秀之 佐藤千春                   | 5.0%   |
| 第16話 | 1月23日        | 月よ!こたえて                | 星山博之                            | 網野哲郎   | 江上潔          | 谷口守泰                            | 4.6%   |
| 第17話 | 1月30日        | 群がる殺人機（）             | 五武冬史                            | 滝沢敏文   | 加瀬充子        | 貴志夫美子                          | 8.8%   |
| 第18話 | 2月6日         | そして地球へ                 | 平野靖士                            | 網野哲郎   | 網野哲郎        | 八幡正                              | 8.3%   |
| 第19話 | 2月13日        | とどかぬ想い                 | 伊東恒久                            | 谷田部勝義 | 谷田部勝義      | 村中博美                            | 6.3%   |
| 第20話 | 2月20日        | レイズナーの怒り             | 星山博之                            | 川手浩次   | 今西隆志        | 谷口守泰                            | 7.8%   |
| 第21話 | 2月27日        | 我が名はフォロン             | 五武冬史                            | 加瀬充子   | 加瀬充子        | 貴志夫美子                          | 7.7%   |
| 第22話 | 3月6日         | フォロンとの対決             | 平野靖士                            | 網野哲郎   | 江上潔          | 八幡正                              | 8.4%   |
| 第23話 | 3月13日        | 奇跡を求めて                 | 伊東恒久                            | 川手浩次   | 谷田部勝義      | 中村悟                              | 6.0%   |
| 第24話 | 3月20日        | 光になったエイジ             | 伊東恒久                            | 網野哲郎   | 網野哲郎        | 村中博美                            | 7.4%   |
| 第25話 | 3月27日        | 駆けぬけた宇宙（）（総集編） | 伊東恒久 五武冬史 星山博之 平野靖士 |            | 高橋良輔        | 谷口守泰 村中博美 八幡正 貴志夫美子 | 6.8%   |
| 第26話 | 4月3日         | 時は流れた!                  | 星山博之                            | 加瀬充子   | 加瀬充子        | 谷口守泰                            | 6.3%   |
| 第27話 | 4月10日        | 華麗なるル・カイン           | 五武冬史                            | 谷田部勝義 | 江上潔          | 八幡正                              | 5.7%   |
| 第28話 | 4月17日        | クスコの聖女                 | 星山博之                            | 今西隆志   | 今西隆志        | 貴志夫美子                          | 5.7%   |
| 第29話 | 4月24日        | 再会・謎の招待状             | 平野靖士                            | 網野哲郎   | 網野哲郎        | 村中博美                            | 6.5%   |
| 第30話 | 5月1日         | ベイブル奪回作戦（）         | 伊東恒久                            | 網野哲郎   | 藤本義孝        | 谷口守泰                            | 6.5%   |
| 第31話 | 5月8日         | 仕組まれた聖戦               | 五武冬史                            | 谷田部勝義 | 谷田部勝義      | 八幡正                              | 6.6%   |
| 第32話 | 5月15日        | ああ、ゴステロ               | 星山博之                            | 加瀬充子   | 加瀬充子        | 沢田正人                            | 8.0%   |
| 第33話 | 5月22日        | 死鬼隊の挑戦                 | 伊東恒久                            | 網野哲郎   | 江上潔          | 谷口守泰                            | 5.4%   |
| 第34話 | 5月29日        | 狙われたアンナ               | 平野靖士                            | 知吹愛弓   | 今西隆志        | 貴志夫美子                          | 6.4%   |
| 第35話 | 6月5日         | グラドスの刻印               | 遠藤明吾                            | 川手浩次   | 藤本義孝        | 八幡正                              | 6.7%   |
| 第36話 | 6月12日        | 敵V-MAX発動                  | 星山博之                            | 網野哲郎   | 加瀬充子        | 村中博美                            | 6.4%   |
| 第37話 | 6月19日        | エイジ対ル・カイン           | 平野靖士                            | 谷田部勝義 | 谷田部勝義      | 谷口守泰                            | 6.1%   |
| 第38話 | 6月26日        | 歪む宇宙（）                 | 高橋良輔                            | 高橋良輔   | 江上潔          | 谷口守泰                            | 6.8%   |

- 関東地区での本放送第8話ではレコードプレゼントの告知がされたため、次回予告が放送されなかった。
- 北海道では最終回の次の週に、総集編（内容不明）が放送された。

## OVA
東芝映像ソフトからVHS、ベータマックス、VHDで発売（LDは創美企画から発売）。
ACT-I 「エイジ1996」
1986年8月21日発売。
第1話 - 第24話のテレビシリーズの総集編。本編後の予告には新作映像でゴステロが登場する。

ACT-II 「ル・カイン1999」
1986年9月21日発売。
第26話 - 第37話のテレビシリーズの総集編。本編後の予告には新作映像でアーサーが登場する。

ACT-III 「刻印2000」
1986年10月21日発売。
テレビシリーズの最終話に新作映像を追加・再構成されて映像化。

## LD/DVD/BD
いずれもVAPから発売。
LD
蒼き流星SPTレイズナーVOL.1 エイジ・メモリアル1996
第1話から第24話を収録。1996年4月1日発売。
蒼き流星SPTレイズナーVOL.2 エイジ・メモリアル1999
第25話から第38話を収録。1996年10月2日発売。
蒼き流星SPTレイズナー エイジ・メモリアル2000
OVA全3話を収録。1997年4月25日発売。

DVD-BOX
蒼き流星SPTレイズナー DVD PERFECT BOX-01
第1話から第24話を収録。2001年9月5日発売。
蒼き流星SPTレイズナー DVD PERFECT BOX-02
第25話から第38話とOVA全3話を収録。2001年9月5日発売。

BD-BOX
蒼き流星SPTレイズナー Recollection 1996-2000 Blu-ray BOX
テレビシリーズ全話とOVA全3話を収録。2013年9月18日発売。同日にテレビシリーズのみ、OVAのみの商品も発売。
デジタルリマスター作業により、DVD以前の版に存在したノイズや色ムラ、音ズレが修正されている。

## 放送局
※放送系列は放送当時、放送日時は個別に出典が掲示されてあるものを除き、1986年5月中旬 - 6月上旬時点のものとする。
| 放送地域       | 放送局         | 放送日時                                                                                          | 放送系列                      | 備考                                                                   |
| -------------- | -------------- | ------------------------------------------------------------------------------------------------- | ----------------------------- | ---------------------------------------------------------------------- |
| 関東広域圏     | 日本テレビ     | 木曜 17:30 - 18:00                                                                                | 日本テレビ系列                | 制作局                                                                 |
| 北海道         | 札幌テレビ     | 月曜 17:00 - 17:30（1985年10月21日 - 1986年3月31日） → 土曜 7:00 - 7:30（1986年4月5日 - 7月19日） | 日本テレビ系列                |                                                                        |
| 山形県         | 山形放送       | 水曜 17:00 - 17:30                                                                                | 日本テレビ系列 テレビ朝日系列 |                                                                        |
| 宮城県         | ミヤギテレビ   | 金曜 17:30 - 18:00（1986年1月中旬 - 2月上旬時点） → 金曜 16:00 - 16:30                            | 日本テレビ系列                |                                                                        |
| 福島県         | 福島中央テレビ | 木曜 17:00 - 17:30                                                                                | 日本テレビ系列                |                                                                        |
| 新潟県         | テレビ新潟     | 火曜 17:00 - 17:30                                                                                | 日本テレビ系列                |                                                                        |
| 長野県         | テレビ信州     | 木曜 17:00 - 17:30                                                                                | 日本テレビ系列 テレビ朝日系列 |                                                                        |
| 静岡県         | 静岡第一テレビ | 木曜 17:00 - 17:30                                                                                | 日本テレビ系列                |                                                                        |
| 福井県         | 福井放送       | 月曜 17:00 - 17:30（1986年1月中旬 - 2月上旬時点） → 木曜 17:00 - 17:30                            | 日本テレビ系列                |                                                                        |
| 中京広域圏     | 中京テレビ     | 木曜 17:00 - 17:30（1986年1月中旬 - 2月上旬時点） → 土曜 7:00 - 7:30                              | 日本テレビ系列                |                                                                        |
| 近畿広域圏     | 読売テレビ     | 木曜 17:30 - 18:00(開始時〜86年1月末頃)→ 火曜 17:00 - 17:30(86年2月以降)                          | 日本テレビ系列                | 第一部は次回予告をカットして放送。 時間帯移動後、5日遅れネットで放送。 |
| 広島県         | 広島テレビ     | 金曜 17:30 - 17:30（1986年1月中旬 - 2月上旬時点） → 土曜 17:30 - 18:00                            | 日本テレビ系列                |                                                                        |
| 山口県         | 山口放送       | 金曜 17:00 - 17:30                                                                                | 日本テレビ系列                |                                                                        |
| 香川県・岡山県 | 西日本放送     | 金曜 17:30 - 18:00（1986年1月中旬 - 2月上旬時点） → 月曜 17:30 - 18:00                            | 日本テレビ系列                |                                                                        |
| 福岡県         | 福岡放送       | 金曜 17:00 - 17:30（1986年1月中旬 - 2月上旬時点） → 木曜 17:00 - 17:30                            | 日本テレビ系列                |                                                                        |
| 熊本県         | 熊本県民テレビ | 月曜 17:00 - 17:30                                                                                |                               |                                                                        |
| 宮崎県         | 宮崎放送       | 月曜 - 金曜 10:15 - 10:45                                                                         | TBS系列                       | 1986年の夏休み期間中に放送。                                           |

## 番組終了とその後
1985年末から1986年初頭にかけて発覚したサンヨー石油ファンヒーター一酸化炭素中毒事故により、2クールをもって三洋電機（現・パナソニック）がスポンサーを降板。さらにタイアップのプラモデルの売れ行きが不振だったことも重なり、メインスポンサーのバンダイの意向で、第38話で急遽打ち切りとなった。公式には「元々2クールで完了の予定を4クールに延長したが、最終的には3クールまでの延長となった。従って打ち切りではない」と説明されている。なお、遅れネットした系列局では番組販売扱いで三洋電機・バンダイともスポンサーに就かなかった局もあった。
放送上の最終回である第38話は、打ち切り決定が最終話放送日の2週間前という急遽の決定ということもあり、途中の回を省略していきなり最終回に話が飛んだような苦肉の内容で制作された。そのため直前の37話と話の内容がつながらず、第37話で大破したはずのレイズナーは修復・改造強化されザカールと互角の戦闘を繰り広げ、開発途上だった地球側SPTも既に量産されてグラドス軍と戦闘するなどしている。
放映終了後、東芝映像ソフトからOVA全3巻が発売された。1巻は第1・第2クール、2巻は第3クール（第37話まで）のテレビ放映分の総集編であるが、第3巻ではテレビで放送されなかった第37話と第38話の間を埋める部分（大破したレイズナーに代わる強化型レイズナーの登場など）やラストシーンの追加（刻印から排除されたエイジのその後）などが映像化されており、「打ち切りがなされなかった場合における、第4クールの総集編」といった体裁になっている。高橋良輔、植田益朗は、打ち切り直後にラジオ番組『スターチャイルド』にゲスト出演し、「重労働が終わって楽にはなったけど、マラソンと同じで完走したかったですね」と無念を語っていた。
また高橋は、放映終了後のインタビューで、放送での最終回以降の、本来予定していた最終回までの展開の構想を語っている。その内容は、刻印発動後の地球でのグラドス人差別を憂慮したエイジが、レイズナーMk.IIを駆ってグラドス本星に戻り、グラドス人と地球人のルーツが同じであるという確かな証拠を求めて奔走、同時にその証拠をもってグラドス本星政府の支配体制から市民を解放するというものだった。このストーリーは全52話版と全47話版と、制作当時は微妙に展開と結末が異なる2パターンが用意されており、本作のLD-BOXが発売された際、高橋監修の下で竹田裕一郎が『蒼き流星の行方』というタイトルで、高橋のインタビュー回答内容とは別の、全52話版をダイジェスト小説として書きおろしている。なお、このグラドスと地球人にまつわる真相は、『銀河漂流バイファム』の企画段階に存在するククト人と地球人における裏設定をほぼ転用したものであり、少年少女たちによる宇宙漂流ものというジャンルを含めて、前前年度制作の『バイファム』を色濃く踏襲した作品であった。当時ありふれていたこの企画転用手法で、レイズナーの作風が『ドラグナー』に転用され、『ドラグナー』の作風の一部は『ワタル』に転用されている。なお、『バイファム』も『機動戦士ガンダム』の企画段階での構想が転用された作品である。

## 小説版
文章：伊東恒久、挿絵：谷口守泰による、OVA版のACT-III「刻印2000」のノベライズ版が、徳間書店よりアニメージュ文庫として出版された。
- 小説 青き流星SPTレイズナー ―刻印2000―（1987年1月30日初版、ISBN 4-1966-9560-4）

## ゲーム

### コンピューターゲーム
- スーパーロボット大戦シリーズ
  - 新スーパーロボット大戦
  - スーパーロボット大戦64
  - スーパーロボット大戦リンクバトラー
  - スーパーロボット大戦GC
  - スーパーロボット大戦J
  - スーパーロボット大戦XO
  - スパロボ学園
  - スーパーロボット大戦Operation Extend
  - スーパーロボット大戦DD
  - スーパーロボット大戦X-Ω（2020年5月期間限定）
- サンライズ英雄譚シリーズ
  - サンライズ英雄譚
  - サンライズ英雄譚R
  - サンライズ英雄譚2
  - S.W.W.（サンライズ・ワールド・ウォー）
- バトルオブサンライズ
- Another Century's Episodeシリーズ
  - Another Century's Episode
  - Another Century's Episode2
  - Another Century's Episode Portable

『サンライズ英雄譚』および「A.C.Eシリーズ」では、ル・カイン役の塩沢兼人が亡くなっているため、加瀬康之がル・カイン役を務めている。「スーパーロボット大戦シリーズ」では、塩沢が生前に『新スーパーロボット大戦』で音声を収録していたため、『スーパーロボット大戦GC(XO)』以降その音声が使用されている。
また、2005年11月ごろ、秋葉原のゲームショップにて、「レイズナーのゲームが出たら買いますか?」などのアンケートをバンダイが取っており、『レイズナー』のTVゲーム化が企画されていたようである。

### ボードゲーム
ボードウォー・シミュレーションゲーム（ツクダホビー製）
- 『SPT』 - 戦闘級
- 『V-MAX』 - 戦闘級

### トレーディングカードゲーム
- 『サンライズクルセイド』（バンダイ）

## プラモデルなどの立体物
放映当時、バンダイから1/72、1/100スケールで発売され、接着剤を用いない「スナップフィット」の採用や透明パーツの使用など、バンダイの技術の蓄積も披露された。特筆事項として1/72モデルには当時としては珍しいダイカスト製の一部完成済みレーザード・ライフルが付属していた。Zガンダムと並行したためかキットの出来が不評で、小さい方の1/100は安価ではあるがポリキャップではなく、脚部に大穴が空いた成形など手抜きが目立った。当時はファミコンブームによりテレビを見ない子供が増えてきており（ビデオレコーダーやセカンドテレビの普及前だったため）、本作以降のリアルロボット玩具は低迷の一途を辿り、客層の低年齢化に主眼を置いた魔神英雄伝ワタルシリーズの商業的ヒットまで厳しい状況が続いた。
HCM（ハイコンプリートモデル）シリーズからも企画検討され、当時の模型情報に試作品の写真まで掲載されていたが、番組打ち切りのため中止となり、幻の商品となった。
放映直後の1986年からムサシヤ、WAVEから1/72スケールで各種ガレージキットが発売された。後にコトブキヤからも1/72スケールで発売されている。
2006年になってバンダイから「リアルロボットレボリューション」（通称 R3）のシリーズ第1弾として1/48スケールの新作キットが発売され、続けてニューレイズナーもキット化された。BEE-CRAFTによって現代風にプロポーションがアップデートされ、ギミックと可動範囲が増え、V-MAX発動後のハッチオープン（強制冷却）モードの再現など、ガンプラで培った同社の最新技術が注ぎ込まれている。
同年からはメガハウスからパームアクションシリーズが発売開始。その第1弾としてレイズナーとザカールがラインナップされた。全長が90ミリほどの小さなモデルであるが、各関節可動、バックパックの交換が可能で、キャノピーの開閉などのギミックを備えている。その後も死鬼隊のMFやグライムカイザルなどが発売され、順調にラインナップを増やしていた。
続いて2007年2月下旬にはバンダイから魂SPECシリーズでレイズナーが発売された。このモデルはノーマルのレイズナーとニューレイズナーを装甲の換装によって再現している。また、レイズナーのコンピュータである「レイ」の新たに収録された音声や効果音などが収録されたコンソール風のスタンドが付属。同年にはサンライズロボットセレクションでパームアクションと同サイズのレイズナーが登場。計5種類の中で2バージョン出て、それぞれに劇中未登場のオプション（フライトユニットかフレイムスローワー）も付属している。
その他、同時期にコトブキヤからも塗装済み可動フィギュアが発売された。こちらは、約130ミリの大きさで、オプションとして、グレネードランチャーと劇中未登場のフライトユニットが付属している。
2013年8月31日 - 9月1日に幕張メッセで開催された「キャラホビ C3×HOBBY」で「サンライズ80'sロボ商品化プロジェクト」の一環としてバンダイからダイキャスト製可動アクションフィギュア「魂SPECシリーズ」のラインアップでレイズナーMk.IIが立体化され（商品名「XS14 レイズナーMk-II」、ノンスケール）、この可動アクションフィギュアは基本形となる人型形態のほか、設定通りパーツの差し替えなしで戦闘機形態に変形させることが可能となっている。プレミアムバンダイ（魂ウェブ商店）限定で2014年9月発売。
2020年、プレミアムバンダイ内の魂ウェブ商店にて魂SPEC×HI-METAL R ニューレイズナー（V-MAX強化型レイズナー）とHI-METAL-R ザカールの予約が開始され、以前発売された魂SPECシリーズのレイズナーに新規パーツを組み合わせ、新ブランドのHI METAL-Rシリーズのレベルにまで引き上げられた改良が施されており、ザカールは完全新規造形モデル。ニューレイズナーは9月発送、ザカールは10月発送となった。